# Liste des séries parues dans le Weekly Shōnen Magazine
Cette page annexe liste l'ensemble des séries de manga étant ou ayant été prépubliées dans le magazine hebdomadaire Weekly Shōnen Magazine de l'éditeur Kōdansha.

## Mode d'emploi et cadre de recherche
- Le tableau est triable.
  - Le tableau est, par défaut, affiché dans l'ordre d'apparition. Les 1re et 5e colonnes (« No  » et « Première publication ») trient dans le même ordre.
  - Les séries en cours apparaissent en fin de tableau si le tri est effectué selon la 6e colonne. Elles sont triées entre elles par ordre de première publication.
  - Des clés de tri en hiragana sont utilisées pour la 2de colonne.
  - Les 7e et 8e colonnes disposent d'un système de clés de tri afin de ne pas avoir de diacritique.
- Les 5e et 6e colonnes sont sous la forme « aaaa.nn » où « aaaa » désigne l'année et « nn » le numéro de la publication à prendre en compte.
  - S'il s'agit d'un numéro double, il apparait sous la forme « aaaa.nn/NN » où NN désigne le second numéro.
  - Une balise d'appel de références est automatiquement créée pour chaque année utilisée dans le tableau, il est toutefois nécessaire de créer la référence correspondante en fin de page.
- Deux couleurs sont utilisées dans le tableau pour signaler les manga en cours de publication lors de la dernière mise à jour :

|  | Manga en cours de publication le 3 octobre 2022 ; |

|  | Manga transféré dans un autre magazine et encore en cours de publication le 3 octobre 2022. |

- La 4e colonne (« Titre français ») n'est remplie que s'il existe un titre officiel en français choisi par un éditeur francophone.
- Les liens vers les articles en français se font dans la 4e colonne si elle est remplie, dans la 3e sinon.
- Les liens vers les articles en japonais n'existent que si l'article existe.
- Chaque année, groupe de hiragana ou lettre dispose d'une ancre. Après avoir trié selon ses désirs le tableau, il est possible de faire une recherche grâce au cadre ci-dessous.

| Type                    | Type                    | Liens | Pour les colonnes                              |
| ----------------------- | ----------------------- | --- | ---------------------------------------------- |
| Par ordre chronologique | Par ordre chronologique | - 1959 1960 - 1961 - 1962 - 1963 - 1964 - 1965 - 1966 - 1967 - 1968 - 1969 1970 - 1971 - 1972 - 1973 - 1974 - 1975 - 1976 - 1977 - 1978 - 1979 1980 - 1981 - 1982 - 1983 - 1984 - 1985 - 1986 - 1987 - 1988 - 1989 1990 - 1991 - 1992 - 1993 - 1994 - 1995 - 1996 - 1997 - 1998 - 1999 2000 - 2001 - 2002 - 2003 - 2004 - 2005 - 2006 - 2007 - 2008 - 2009 2010 - 2011 - 2012 - 2013 - 2014 - 2015 - 2016 - 2017 - 2018 - 2019 2020 - 2021 - 2022 - 2023 | No, Première publication, Dernière publication |

## Liste
| No    | Titre japonais                                                      | Transcription                                            | Titre français                                    | Première publication | Dernière publication | Auteur (Dessinateur)                          | Scénariste                                 |
| ----- | ------------------------------------------------------------------- | -------------------------------------------------------- | ------------------------------------------------- | -------------------- | -------------------- | --------------------------------------------- | ------------------------------------------ |
| 000 c | んんん                                                              | zzzzz                                                    | 1959                                              | 1959.00              | 1959.00              | zzzzz                                         | zzzzz                                      |
| 001   | 13号発進 よ                                                         | 13-Gō Hasshin Seyo                                       | —                                                 | 1959.01              | 1960.20              | Yoshiteru Takano                              | —                                          |
| 002   | 左近右近                                                            | Sakon Ukon                                               | —                                                 | 1959.01              | 1959.8               | Shinobu Ippei, Enji Shimokawa, Eiji Yoshikawa | —                                          |
| 003   | 冒険船長                                                            | Mon Yoshi-kun                                            | —                                                 | 1959.01              | 1959.12              | Akio Itō, Michio Suzuki                       | —                                          |
| 004   | もん吉くん                                                          | Bōken Senchō                                             | —                                                 | 1959.01              | 1959.38              | Masaharu Endō                                 | —                                          |
| 005   | 疾風十字星                                                          | Hayate Jūjisei                                           | —                                                 | 1959.01              | 1959.12              | Eiji Yamada, Satoru Ōki                       | —                                          |
| 006   | 良太は負けない                                                      | Ryōta wa Makenai                                         | —                                                 | 1959.02              | 1959.8               | Haruki Yamada                                 | —                                          |
| 007   | 天兵童子                                                            | Tenji Doji                                               | —                                                 | 1959.03              | 1959.19              | Hiroshi Yano, Ryūji Shīna, Eiji Yoshikawa     | —                                          |
| 008   | 大西巨人                                                            | Ōnishi Kyojin                                            | —                                                 | 1959.13              | 1959.32              | Toshikane Fukuda, Kōichi Ōtsu                 | —                                          |
| 009   | アパッチ投手                                                        | Apatchi Tōshu                                            | —                                                 | 1959.20              | 1960.28              | Kyota Ishikawa, Mitsuo Sano                   | —                                          |
| 010   | パトロールＱ                                                        | Patorōru Q                                               | —                                                 | 1959.30              | 1960.16              | Masato Tenma, Teruo Itō                       | —                                          |
| 011   | サンダル三太                                                        | Sandaru Santa                                            | —                                                 | 1959.34              | 1960.09              | Keiji Nagasaki                                | —                                          |
| 012   | つっぱり太郎                                                        | Tsuppari Tarō                                            | —                                                 | 1959.39              | 1960.13              | Akio Itō, Yoshimi Hososhima                   | —                                          |
| 012 c | んんん                                                              | zzzzz                                                    | 1960                                              | 1960.00              | 1960.00              | zzzzz                                         | zzzzz                                      |
| 013   | マッハ三四郎                                                        | Mahha Sanshirō                                           | —                                                 | 1960.08              | 1960.52              |                                               | Tatsuo Yoshida                             |
| 014   | 快傑ハリマオ                                                        | Kaiketsu Harimao                                         | —                                                 | 1960.16              | 1961.10              | Shotaro Ishinomori                            | —                                          |
| 014 c | んんん                                                              | zzzzz                                                    | 1961                                              | 1961.00              | 1961.00              | zzzzz                                         | zzzzz                                      |
| 015   | ちかいの魔球                                                        | Chikai no Makyu                                          | —                                                 | 1961.01              | 1962.50              | Tetsuya Chiba                                 | Kazuya Fukimoto                            |
| 015 c | んんん                                                              | zzzzz                                                    | 1962                                              | 1962.00              | 1962.00              | zzzzz                                         | zzzzz                                      |
| 016   | チャンピオン太                                                      | Champion Futoshi                                         | —                                                 | 1962.01              | 1963.52              | Tatsuo Yoshida                                | Ikki Kajiwara                              |
| 016 c | んんん                                                              | zzzzz                                                    | 1963                                              | 1963.00              | 1963.00              | zzzzz                                         | zzzzz                                      |
| 017   | バンザイ探偵長                                                      | Banzai Tantei-chō                                        | —                                                 | 1963.02              | 1963.19              | Hisashi Sekiya                                | —                                          |
| 018   | 黒い秘密兵器                                                        | Kuroi Himitsu Heiki                                      | —                                                 | 1963.19              | 1965.50              | Daiji Kazumine                                | Kazuya Fukimoto                            |
| 019   | 8マン                                                               | Eightman                                                 | —                                                 | 1963.20              | 1965.13              | Jiro Kuwata                                   | Kazumasa Hirai                             |
| 020   | 紫電改のタカ                                                        | Shiden-kai no Taka                                       | —                                                 | 1963.27              | 1965.03・04          | Tetsuya Chiba                                 | —                                          |
| 020 c | んんん                                                              | zzzzz                                                    | 1964                                              | 1964.00              | 1964.00              | zzzzz                                         | zzzzz                                      |
| 021   | 丸出だめ夫                                                          | Marude Dameo                                             | —                                                 | 1964.01              | 1967.26              | Kenji Morita                                  | —                                          |
| 021 c | んんん                                                              | zzzzz                                                    | 1965                                              | 1965.00              | 1965.00              | zzzzz                                         | zzzzz                                      |
| 022   | レインボー戦隊ロビン                                                | Rainbow Sentai                                           | —                                                 | 1965.01              | 1965.14              | Shotaro Ishinomori                            | —                                          |
| 023   | わかとの                                                            | Wakatono                                                 | —                                                 | 1965.02              | 1965.31              | Fujio Fujiko(A)                               | —                                          |
| 024   | W3 ワンダー・スリー                                                 | W 3 Wandā Surī                                           | The Amazing 3                                     | 1965.13              | 1965.18              | Osamu Tezuka                                  | —                                          |
| 025   | となりのたまげ太くん                                                | Tonari no Tamageta-kun                                   | —                                                 | 1965.14              | 1965.33              | Shotaro Ishinomori                            | —                                          |
| 026   | ハリスの旋風                                                        | Haris no Senpuu                                          | —                                                 | 1965.16              | 1967.47              | Tetsuya Chiba                                 | —                                          |
| 027   | 牙王                                                                | Kibaō                                                    | —                                                 | 1965.20              | 1966.12              | Kyuta Ishikawa                                | Yukio Togawa                               |
| 028   | 宇宙少年ソラン                                                      | Uchū Shōnen Soran                                        | —                                                 | 1965.20              | 1966.45              | Kazuya Fukumoto, Yoshikatsu Miyakoshi         | —                                          |
| 029   | ゲゲゲの鬼太郎                                                      | GeGeGe no Kitaro                                         | Kitaro le repoussant                              | 1965.32              | 1969.12              | Shigeru Mizuki                                | —                                          |
| 029 c | んんん                                                              | zzzzz                                                    | 1966                                              | 1966.00              | 1966.00              | zzzzz                                         | zzzzz                                      |
| 030   | 黄色い手袋X                                                         | Kiiroi Tebukuro X                                        | —                                                 | 1966.01              | 1966.51              | Jiro Kuwata, Kohan Kawauchi                   | —                                          |
| 031   | 悪魔くん                                                            | Akuma Kun                                                | —                                                 | 1966.01              | 1967.16              | Shigeru Mizuki                                | —                                          |
| 032   | 巨人の星                                                            | Kyojin no hoshi                                          | —                                                 | 1966.19              | 1971.03              | Noboru Kawasaki                               | Ikki Kajiwara                              |
| 033   | うしろの百太郎                                                      | Ushiro no Hyakutarou                                     | —                                                 | 1966.01              | 1967.16              | Jirō Tsunoda                                  | —                                          |
| 034   | サイボーグ009                                                       | Cyborg 009                                               | Cyborg 009                                        | 1966.30              | 1967.13              | Shotaro Ishinomori                            | —                                          |
| 034 c | んんん                                                              | zzzzz                                                    | 1967                                              | 1967.00              | 1967.00              | zzzzz                                         | zzzzz                                      |
| 035   | パットマンX                                                         | Pattoman X                                               | Patman X                                          | 1967.01              | 1968.50              | George Akiyama                                | —                                          |
| 036   | 天才バカボン                                                        | Tensai Bakabon                                           | —                                                 | 1967.15              | 1976.49              | Fujio Akatsuka                                | —                                          |
| 037   | 幻魔大戦                                                            | Genma Taisen                                             | Genma Wars                                        | 1967.18              | 1967.52              | Shotaro Ishinomori                            | Kazumasa Hirai                             |
| 038   | 珍豪ムチャ兵衛                                                      | Chingo Muchabei                                          | —                                                 | 1967.31              | 1968.20              | Kenji Morita                                  | —                                          |
| 039   | ウルトラセブン                                                      | Ultraseven                                               | —                                                 | 1967.38              | 1967.38              | Jiro Kuwata                                   | —                                          |
| 040   | 無用ノ介                                                            | Muyounosuke                                              | —                                                 | 1967.38              | 1970.10              | Takao Saito                                   | —                                          |
| 040 c | んんん                                                              | zzzzz                                                    | 1968                                              | 1968.00              | 1968.00              | zzzzz                                         | zzzzz                                      |
| 041   | あしたのジョー                                                      | Ashita no Joe                                            | Ashita no Joe                                     | 1968.01              | 1973.19              | Tetsuya Chiba                                 | Asao Takamori                              |
| 042   | 黒部の太陽                                                          | Kurobe no Taiyō                                          | —                                                 | 1968.                | 1968.                | Masamichi Yokoyama                            | —                                          |
| 042 c | んんん                                                              | zzzzz                                                    | 1969                                              | 1969.00              | 1969.00              | zzzzz                                         | zzzzz                                      |
| 043   | キッカイくん                                                        | Kikkai kun                                               | —                                                 | 1969.02              | 1970.11              | Go Nagai                                      | —                                          |
| 044   | ほらふきドンドン                                                    | Horafuki Dondon                                          | —                                                 | 1969.06              | 1970.31              | George Akiyama                                | —                                          |
| 045   | リュウの道                                                          | Ryuu no Michi                                            | Le Voyage de Ryu                                  | 1969.14              | 1970.52              | Shotaro Ishinomori                            | —                                          |
| 045 c | んんん                                                              | zzzzz                                                    | 1970                                              | 1970.00              | 1970.00              | zzzzz                                         | zzzzz                                      |
| 046   | スカルマン                                                          | Sukaru Man                                               | The Skull Man                                     | 1970.03              | 1970.03              | Shotaro Ishinomori                            | —                                          |
| 047   | ワル                                                                | Waru                                                     | —                                                 | 1970.04・05          | 1973.02              | Joya Kagemaru                                 | Hisao Maki                                 |
| 048   | 光る風                                                              | Hikaru kaze                                              | Les Vents de la colère                            | 1970.18              | 1970.47              | Tatsuhiko Yamagami                            | —                                          |
| 049   | ヤスジのメッタメタガキ道講座                                        | Yasuji Tanioka no Mettameta Gaki Dou Kouza               | —                                                 | 1970.19              | 1971.38              | Yasuji Tanioka                                | —                                          |
| 050   | 親バカ天国                                                          | '                                                        | —                                                 | 1970.19              | 1971.08              | Aki Ryuzan                                    | —                                          |
| 051   | ホモホモ7                                                           | Homo Homo 7                                              | —                                                 | 1970.30              | 1971.13              | Tarō Minamoto                                 | —                                          |
| 052   | アシュラ                                                            | Ashura                                                   | —                                                 | 1970.32              | 1971.22              | George Akiyama                                | —                                          |
| 052 c | んんん                                                              | zzzzz                                                    | 1971                                              | 1971.00              | 1971.00              | zzzzz                                         | zzzzz                                      |
| 053   | 釘師サブやん                                                        | Kugishi Sabuyan                                          | —                                                 | 1971.09              | 1972.51              | Big Jo                                        | Jirō Gyū                                   |
| 054   | 男おいどん                                                          | Otoko Oidon                                              | —                                                 | 1971.20              | 1973.33              | Leiji Matsumoto                               | —                                          |
| 055   | 空手バカ一代                                                        | Karate Baka Ichidai                                      | —                                                 | 1971.22              | 1977.52              | Jirō Tsunoda                                  | Ikki Kajiwara, Jōya Kagemaru, Jirō Tsunoda |
| 056   | 仮面ライダー                                                        | Kamen Raidā                                              | Kamen Rider                                       | 1971.23              | 1972.53              | Shotaro Ishinomori                            | —                                          |
| 057   | タイガーマスク                                                      | Tiger Mask                                               | —                                                 | 1971.26              | 1971.53              | Naoki Tsuji                                   | Ikki Kajiwara                              |
| 057 c | んんん                                                              | zzzzz                                                    | 1972                                              | 1972.00              | 1972.00              | zzzzz                                         | zzzzz                                      |
| 058   | オモライくん                                                        | Omorai-kun                                               | —                                                 | 1972.01              | 1972.23              | Go Nagai                                      | —                                          |
| 059   | 変身忍者嵐                                                          | Henshin Ninja Arashi                                     | —                                                 | 1972.10              | 1972.41              | Ken Ishikawa                                  | Shotaro Ishinomori                         |
| 060   | 群竜伝                                                              | Gunryuden                                                | —                                                 | 1972.19              | 1973.15              | Hiroshi Motomiya                              | —                                          |
| 061   | 愛の戦士レインボーマン                                              | Ai no Senshi Reinbōman                                   | —                                                 | 1972.39              | 1973.41              |                                               | Kawauchi Kohan                             |
| 062   | デビルマン                                                          | Devilman                                                 | Devilman                                          | 1972.25              | 1973.27              | Go Nagai                                      | —                                          |
| 063   | 野球狂の詩                                                          | Yakyū-kyō no Uta                                         | —                                                 | 1972.35              | 1976.52              | Shinji Mizushima                              | —                                          |
| 064   | 火の瞳                                                              | Hi no Hitomi                                             | —                                                 | 1972.14              | 1972.16              | Masaoka Toshiya                               | —                                          |
| 064 c | んんん                                                              | zzzzz                                                    | 1973                                              | 1973.00              | 1973.00              | zzzzz                                         | zzzzz                                      |
| 065   | ロボット刑事                                                        | Robot Keiji                                              | —                                                 | 1973.01              | 1973.41              | Shotaro Ishinomori                            | —                                          |
| 066   | 愛と誠                                                              | Ai to Makoto                                             | —                                                 | 1973.03・04          | 1976.39              | Takumi Nagayasu                               | Ikki Kajiwara                              |
| 067   | 闇の土鬼                                                            | Yami no Doki                                             | —                                                 | 1973.18              | 1974.13              | Mitsuteru Yokoyama                            | —                                          |
| 068   | バイオレンスジャック                                                | Baiorensu Jakku                                          | Violence Jack                                     | 1973.29              | 1974.39              | Go Nagai                                      | —                                          |
| 069   | 釣りキチ三平                                                        | Tsurikiti Sanpei                                         | Paul le pêcheur                                   | 1973.32              | 1983.19              | Takao Yaguchi                                 | —                                          |
| 058   | おれは鉄兵                                                          | Ore wa Teppei                                            | —                                                 | 1973.33              | 1980.20              | Tetsuya Chiba                                 | —                                          |
| 070   | 紅の挑戦者                                                          | Kurenai no Chousensha                                    | —                                                 | 1973.37              | 1975.52              | Ken Nakajō                                    | Ikki Kajiwara                              |
| 071   | ワダチ                                                              | Wadachi                                                  | —                                                 | 1973.44              | 1974.15              | Leiji Matsumoto                               | —                                          |
| 072   | うしろの百太郎                                                      | Ushiro no Hyakutarou                                     | —                                                 | 1973.50              | 1976.01              | Jirō Tsunoda                                  | —                                          |
| 072 c | んんん                                                              | zzzzz                                                    | 1974                                              | 1974.00              | 1974.00              | zzzzz                                         | zzzzz                                      |
| 073   | 三つ目がとおる                                                      | Mitsume ga Toru                                          | L'Enfant aux 3 yeux                               | 1974.28              | 1978.12              | Osamu Tezuka                                  | —                                          |
| 074   | イヤハヤ南友                                                        | Iyahaya Nantomo                                          | —                                                 | 1974.45              | 1976.21              | Go Nagai                                      | —                                          |
| 075   | 鉄面クロス                                                          | Tetsumen Cross                                           | —                                                 | 1974.52              | 1975.02              | Shotaro Ishinomori                            | —                                          |
| 075 c | んんん                                                              | zzzzz                                                    | 1975                                              | 1975.00              | 1975.00              | zzzzz                                         | zzzzz                                      |
| 076   | B.C.アダム                                                          | B.C. Adamu                                               | —                                                 | 1975.                | 1975.                | Fujio Akatsuka                                | —                                          |
| 077   | 鉄面探偵ゲン                                                        | Tetsumen Tantei Gen                                      | —                                                 | 1975.38              | 1976.20              | Shotaro Ishinomori                            | —                                          |
| 077 c | んんん                                                              | zzzzz                                                    | 1976                                              | 1976.00              | 1976.00              | zzzzz                                         | zzzzz                                      |
| 078   | その他くん                                                          | Sonohoka-kun                                             | —                                                 | 1976.02              | 1976.52              | Jirō Tsunoda                                  | —                                          |
| 079   | 聖マッスル                                                          | Seimassuru                                               | St. Muscle                                        | 1976.32              | 1977.01              | Masami Fukushima                              | —                                          |
| 080   | 手天童子                                                            | Shutendoji                                               | —                                                 | 1976.36              | 1978.18              | Go Nagai                                      | Pro Dynamic                                |
| 080 c | んんん                                                              | zzzzz                                                    | 1977                                              | 1977.00              | 1977.00              | zzzzz                                         | zzzzz                                      |
| 081   | 多羅尾伴内                                                          | Tarao Bannai                                             | —                                                 | 1977.42              | 1978.45              | Shotaro Ishinomori                            | Kazuo Koike                                |
| 082   | 地上最強の男 竜                                                     | Chojou Saikyou no Otoko Ryuu                             | —                                                 | 1977.01              | 1977.20              | Shinobu Kaze                                  | —                                          |
| 083   | 建師ケン作                                                          | Kenshi Kensaku                                           | —                                                 | 1977.02              | 1977.31              | Fujio Akatsuka                                | Jirō Gyū                                   |
| 084   | フットボール鷹                                                      | Futtobōru Taka                                           | —                                                 | 1977.03・04          | 1979.14              | Noboru Kawasaki                               | —                                          |
| 085   | ハウスジャック ナナちゃん                                           | Hausujakku Nana-chan                                     | —                                                 | 1977.50              | 1977.52              | Fujio Akatsuka                                | —                                          |
| 085 c | んんん                                                              | zzzzz                                                    | 1978                                              | 1978.00              | 1978.00              | zzzzz                                         | zzzzz                                      |
| 086   | クイーン・エメラルダス                                              | Queen Emeraldas                                          | —                                                 | 1978.02              | 1978.41              | Leiji Matsumoto                               | —                                          |
| 087   | 四角いジャングル                                                    | Shikakui Jungle                                          | —                                                 | 1978.03・04          | 1980.17              | Ken Nakajō                                    | Ikki Kajiwara                              |
| 088   | 翔んだカップル                                                      | Tonda Couple                                             | —                                                 | 1978.17              | 1981.13              | Kimio Yanagisawa                              | —                                          |
| 089   | 未来人カオス                                                        | Mirai Otoko Kaos                                         | Kaos                                              | 1978.29              | 1979.01              | Osamu Tezuka                                  | —                                          |
| 090   | 花の咲太郎                                                          | Hana no Yotarou                                          | —                                                 | 1978.35              | 1979.49              | George Akiyama                                | —                                          |
| 091   | 少年時代                                                            | Shonen Jidai                                             | —                                                 | 1978.37              | 1979.33              | Fujio Fujiko(A)                               | —                                          |
| 092   | 1・2の三四郎                                                        | 1-2 no Sanshirou                                         | —                                                 | 1978.46              | 1983.11              | Makoto Kobayashi                              | —                                          |
| 092 c | んんん                                                              | zzzzz                                                    | 1979                                              | 1979.00              | 1979.00              | zzzzz                                         | zzzzz                                      |
| 093   | 素晴らしきバンディッツ                                              | Subarashiki Bandittsu                                    | Subarashiki Bandits                               | 1979.01              | 1980.37              |                                               | Sho Fumimura                               |
| 094   | タフネス大地                                                        | Tafunesu Daichi                                          | Toughness Daichi                                  | 1979.02              | 1981.35              | Natsuki Owada                                 | —                                          |
| 096   | インセクター                                                        | Insekutā                                                 | —                                                 | 1979.14              | 1979.21              | Osamu Tezuka                                  | —                                          |
| 097   | 愛しのボッチャー                                                    | Itoshi no Boccha                                         | —                                                 | 1979.20              | 1981.53              | Jin Kawaguchi                                 | —                                          |
| 098   | 凄ノ王                                                              | Susanoou                                                 | Susano Oh                                         | 1979.30              | 1981.17              | Go Nagai                                      | —                                          |
| 099   | シェリフ                                                            | Sherifu                                                  | Sheriff                                           | 1979.42              | 1980.33              | Go Nagai                                      | —                                          |
| 099 c | んんん                                                              | zzzzz                                                    | 1980                                              | 1980.00              | 1980.00              | zzzzz                                         | zzzzz                                      |
| 100   | 胸さわぎの放課後                                                    | Munasawagi no Eve                                        | —                                                 | 1980.36              | 1983.46              | Mio Murao                                     | —                                          |
| 101   | あした天気になあれ                                                  | Ashita Tenki ni Naare                                    | —                                                 | 1980.42              | 1991.25              | Tetsuya Chiba                                 | —                                          |
| 101 c | んんん                                                              | zzzzz                                                    | 1981                                              | 1981.00              | 1981.00              | zzzzz                                         | zzzzz                                      |
| 102   | The・かぼちゃワイン                                                 | The Kabocha Wine                                         | —                                                 | 1981.04・05          | 1984.26              | Mitsuru Miura                                 | —                                          |
| 103   | 光の小次郎                                                          | Hikari no Kojirou                                        | —                                                 | 1981.18              | 1984.33              | Shinji Mizushima                              | —                                          |
| 104   | ガクラン八年組                                                      | Gakuran Hachinengumi                                     | —                                                 | 1981.21              | 1983.20              | Tamotsu Shimosaka                             | —                                          |
| 105   | コンポラ先生                                                        | Konpora sensei                                           | —                                                 | 1981.23              | 1984.33              | Masahide Motohashi                            | —                                          |
| 106   | 朱に赤                                                              | Shuniaka                                                 | —                                                 | 1981.29              | 1982.22              | Kimio Yanagisawa                              | —                                          |
| 107   | あいつとララバイ                                                    | Aitsu to Lullaby                                         | —                                                 | 1981.40              | 1989.40              | Michiharu Kusunoki                            | —                                          |
| 107 c | んんん                                                              | zzzzz                                                    | 1982                                              | 1982.00              | 1982.00              | zzzzz                                         | zzzzz                                      |
| 108   | コータローまかりとおる!                                             | Kotaro Makaritoru!                                       | —                                                 | 1982.36              | 1994.34              | Tatsuya Hiruta                                | —                                          |
| 108 c | んんん                                                              | zzzzz                                                    | 1983                                              | 1983.00              | 1983.00              | zzzzz                                         | zzzzz                                      |
| 109   | バツ&テリー                                                         | Batsu & Teri                                             | Bats & Terry                                      | 1983.04・05          | 1987.42              | Yasuichi Oshima                               | —                                          |
| 110   | アイアンマッスル                                                    | Iron Muscle                                              | —                                                 | 1983.07              | 1983.50              | Go Nagai                                      | Pro Dynamic                                |
| 111   | バリバリ伝説                                                        | Bari Bari Densetsu                                       | —                                                 | 1983.12              | 1991.30              | Shuichi Shigeno                               | —                                          |
| 111 c | んんん                                                              | zzzzz                                                    | 1984                                              | 1984.00              | 1984.00              | zzzzz                                         | zzzzz                                      |
| 112   | フィフティーン・ラブ                                                | Fifutīn Rabu                                             | —                                                 | 1984.01・02          | 1986.15              | Natsuko Heiuchi                               | —                                          |
| 113   | 異能戦士                                                            | Inō Senshi                                               | —                                                 | 1984.03・04          | 1984.33              | Yoshinori Kobayashi                           | —                                          |
| 114   | もしかしてKOIBITO                                                   | Moshikashite Koibito                                     | —                                                 | 1984.03・04          | 1986.04・05          | Mio Murao                                     | —                                          |
| 115   | エクシス                                                            | Ekushisu                                                 | —                                                 | 1984.15              | 1984.41              | Takatoshi Yamada                              | —                                          |
| 116   | レンズマン                                                          | Renzuman                                                 | Cycle du Fulgur                                   | 1984.41              | 1985.18              | Mitsuru Miura                                 | —                                          |
| 117   | コンポラキッド                                                      | '                                                        | —                                                 | 1984.                | 1986.52              | Masahide Motohashi                            | —                                          |
| 118   | 極道くん                                                            | Gokudou-kun                                              | —                                                 | 1984.42              | 1986.52              | Shinji Mizushima                              | —                                          |
| 118 c | んんん                                                              | zzzzz                                                    | 1985                                              | 1985.00              | 1985.00              | zzzzz                                         | zzzzz                                      |
| 119   | バニラ37℃                                                           | Banira 37 ℃                                              | —                                                 | 1985.01              | 1986.32              | Toshiyuki Mutsu                               | —                                          |
| 120   | コンポラキッド                                                      | Konpora Kiddo                                            | —                                                 | 1985.13              | 1985.52              | Masahide Motohashi                            | —                                          |
| 121   | 青龍の神話                                                          | Seiryū no Shinwa                                         | —                                                 | 1985.26              | 1986.01              | Yuzuru Shimazaki                              | —                                          |
| 122   | 夜よさよなら                                                        | Yoru yo Sayonara                                         | —                                                 | 1985.33              | 1985.33              | Osamu Tezuka                                  | —                                          |
| 123   | どっきんロリポップ                                                  | Dokkin Roripoppu                                         | —                                                 | 1985.37              | 1986.17              | Masami Izawa                                  | —                                          |
| 124   | ココナッツAVE.                                                      | Kokonattsu AVE.                                          | —                                                 | 1985.387             | 1986.40              | Mitsuru Miura                                 | —                                          |
| 124 c | んんん                                                              | zzzzz                                                    | 1986                                              | 1986.00              | 1986.00              | zzzzz                                         | zzzzz                                      |
| 125   | 一矢NOW                                                             | Kazuya Now                                               | —                                                 | 1986.07              | 1986.20              | George Morikawa                               | —                                          |
| 126   | 剛Q超児イッキマン                                                   | Go-Q-Choji Ikkiman                                       | —                                                 | 1986.19              | 1986.36              | Takahashi Kazuo                               | —                                          |
| 127   | ヒップホップ応援団-東京爆風応援伝-                                  | Hip Hop Ōen-dan: Tokyo Bakufu Ōen-den                    | —                                                 | 1986.20              | 1987.31              | Shuzo Uchiyama                                | —                                          |
| 128   | 仰げば尊し!                                                         | Aogeba Tōtoshi                                           | —                                                 | 1986.40              | 1987.39              | Jūzō Tokoro                                   | —                                          |
| 129   | ミスター味っ子                                                      | Mister Ajikko                                            | —                                                 | 1986.40              | 1990.03・04          | Daisuke Terasawa                              | —                                          |
| 129 c | んんん                                                              | zzzzz                                                    | 1987                                              | 1987.00              | 1987.00              | zzzzz                                         | zzzzz                                      |
| 130   | 風のマリオ                                                          | Kaze no Mario                                            | —                                                 | 1987.04・05          | 1987.52              | Takatoshi Yamada                              | —                                          |
| 131   | オフサイド                                                          | Offside                                                  | —                                                 | 1987.06              | 1992.12              | Natsuko Heiuchi                               | —                                          |
| 132   | 胸キュン刑事                                                        | Mune Kyun Keiji                                          | —                                                 | 1987.15              | 1988.24              | Hikaru Tohyama                                | —                                          |
| 133   | おがみ松吾郎                                                        | Ogami Matsugorou                                         | —                                                 | 1987.25              | 1990.20              | Minoru Itō                                    | —                                          |
| 134   | ブレイクショット                                                    | Break Shot                                               | —                                                 | 1987.26              | 1990.28              | Takeshi Maekawa                               | —                                          |
| 135   | チェンジ                                                            | Chenji                                                   | —                                                 | 1987.31              | 1988.30              | Yu Koyama                                     | —                                          |
| 136   | シグナルブルー                                                      | Signal Blue                                              | —                                                 | 1987.43              | 1988.06              | George Morikawa                               | —                                          |
| 137   | 名門!第三野球部                                                     | Meimon! Daisan-yakyubu                                   | —                                                 | 1987.47              | 1993.25              | Toshiyuki Mutsu                               | —                                          |
| 137 c | んんん                                                              | zzzzz                                                    | 1988                                              | 1988.00              | 1988.00              | zzzzz                                         | zzzzz                                      |
| 138   | 激烈バカ                                                            | Gekiretsu Baka                                           | —                                                 | 1988.06              | 1994.21・22          | Fujio Saitō                                   | —                                          |
| 139   | スーパードクターK                                                   | Sūpādokutā Ke                                            | Super Doctor K                                    | 1988.17              | 1996.42              | Kazuo Mafune                                  | —                                          |
| 140   | 明王伝レイ                                                          | Myōōden Rei                                              | Myoden Ray                                        | 1988.25              | 1989.35              | Toshiwo Kikuchi                               | —                                          |
| 140 c | んんん                                                              | zzzzz                                                    | 1989                                              | 1989.00              | 1989.00              | zzzzz                                         | zzzzz                                      |
| 141   | キラキラ!                                                           | Kira Kira!                                               | —                                                 | 1989.01・02          | 1990.25              | Tetsu Adachi                                  | —                                          |
| 142   | 彼女はデリケート!                                                   | Kanojo wa Delicate!                                      | —                                                 | 1989.03・04          | 1991.09              | Takeshi Kajiwara                              | —                                          |
| 143   | あいつはアインシュタイン                                            | Aitsu wa Ainshutain                                      | —                                                 | 1989.05              | 1989.23              | Ishigaki Yūki, Miyazaki Masaru                | —                                          |
| 144   | TVジャッカー                                                        | TV Jakkā                                                 | —                                                 | 1989.15              | 1989.33              | Kaoru Kawakata                                | —                                          |
| 145   | 横浜名物男片山組!                                                   | Yokohama Meibutsu: Otoko Katayama-gumi!                  | —                                                 | 1989.16              | 1991.52              | Akira Yazawa                                  | —                                          |
| 146   | 艶姿純情BOY                                                         | Adesugata Junjou Boy                                     | —                                                 | 1989.24              | 1990.07              | Tohru Fujisawa                                | —                                          |
| 147   | From M                                                              | '                                                        | —                                                 | 1989.35              | 1989.44              | Kain Makino                                   | —                                          |
| 148   | 風のシルフィード                                                    | Kaze no Sylphid                                          | —                                                 | 1989.41              | 1993.49              | Yukihisa Motoshima                            | —                                          |
| 149   | HARD COP                                                            | '                                                        | —                                                 | 1989.42              | 1990.01              | Takeshi Shibuta, Daisuke Yamaguchi            | —                                          |
| 150   | はじめの一歩                                                        | Hajime no Ippo                                           | Ippo                                              | 1989.43              | —                    | George Morikawa                               | —                                          |
| 150 c | んんん                                                              | zzzzz                                                    | 1990                                              | 1990.00              | 1990.00              | zzzzz                                         | zzzzz                                      |
| 151   | FREEDOM                                                             | '                                                        | —                                                 | 1990.02・03          | 1990.17              | Kinichi Hashimoto                             | —                                          |
| 152   | 猫でごめん!                                                         | Neko de Gomen!                                           | —                                                 | 1990.12              | 1990.39              | Akane Nagano                                  | —                                          |
| 153   | カメレオン                                                          | Kamereon                                                 | Chameleon                                         | 1990.17              | 2000.10              | Atsushi Kase                                  | —                                          |
| 154   | 死のホワイトマジック                                                | Shi no White Magic                                       | —                                                 | 1990.18              | 1990.53              | Kōdai Kadomatsu                               | —                                          |
| 155   | はっさく!Twins                                                      | Hassaku! Twins                                           | —                                                 | 1990.28              | 1990.42              | Yūsuke Mihara                                 | —                                          |
| 156   | MMR マガジンミステリー調査班                                        | MMR Magajin Misuterī Chōsa-han                           | MMR Magazine Mystery Research Group               | 1990.34              | 1999.42              | Yūki Ishigaki                                 | —                                          |
| 157   | WARASHI                                                             | Warashi                                                  | —                                                 | 1990.35              | 1991.27              | Daisuke Terasawa                              | —                                          |
| 158   | シュート!                                                           | Shūto                                                    | Shoot!                                            | 1990.36              | 2003.24              | Tsukasa Ooshima                               | —                                          |
| 159   | 飛びだせスチュワーデス!                                             | Tobidase Suchuwādesu                                     | Tobidase Stewardess!                              | 1990.41              | 1991.26              | Takashi Oguro                                 | —                                          |
| 160   | はっけよい                                                          | Hakkeyoi                                                 | —                                                 | 1990.42              | 1991.18              | Takeshi Maekawa                               | Taro Nami                                  |
| 161   | 湘南純愛組!                                                         | Shonan Junai Gumi                                        | Young GTO                                         | 1990.43              | 1996.42              | Tohru Fujisawa                                | —                                          |
| 161 c | んんん                                                              | zzzzz                                                    | 1991                                              | 1991.00              | 1991.00              | zzzzz                                         | zzzzz                                      |
| 162   | ビバ!柔道愚連隊                                                     | Biba! Jūdō Gurentai                                      | Viva! Judo Gurentai                               | 1991.01              | 1993.01・02          | Nishi Nisshī                                  | —                                          |
| 163   | ポチのへなちょこ大作戦                                              | Kin no Henachoko                                         | —                                                 | 1991.03・04          | 1995.13              | Hideo Nishimoto                               | —                                          |
| 164   | 破壊王ノリタカ!                                                     | Hakaiou Noritaka!                                        | Noritaka                                          | 1991.14              | 1994.28              | Takashi Hamori                                | —                                          |
| 165   | ロスタイム                                                          | Rosutaimu                                                | —                                                 | 1991.17              | 1991.32              | Kazuya Itō                                    | —                                          |
| 166   | コンバット★ハイスクール                                             | Combat ★ High School                                     | —                                                 | 1991.19              | 1992.15              | Akane Nagano                                  | —                                          |
| 167   | 疾風伝説 特攻の拓                                                   | Kaze Densetsu Bukkomi no Taku                            | —                                                 | 1991.26              | 1997.32              | Jūzō Tokoro                                   | Hiroto Saki                                |
| 168   | キャプテンキッド                                                    | Captain Kid                                              | —                                                 | 1991.32              | 1992.21・22          | Hiroshi Uno                                   | —                                          |
| 169   | BOYS BE…シリーズ                                                    | Boys Be...                                               | —                                                 | 1991.33              | 2001.15              | Hiroyuki Tamakoshi                            | —                                          |
| 170   | 覇王伝説 驍                                                         | Haou Densetsu Takeru                                     | —                                                 | 1991.43              | 1995.34              | Yuzuru Shimazaki                              | —                                          |
| 170 c | んんん                                                              | zzzzz                                                    | 1992                                              | 1992.00              | 1992.00              | zzzzz                                         | zzzzz                                      |
| 171   | 将 -ショウ-                                                         | Sho -Show-                                               | —                                                 | 1992.01・02          | 1992.35・36          | Shuichi Shigeno                               | —                                          |
| 172   | SPLASH!!                                                            | SPLASH!!                                                 | —                                                 | 1992.05              | 1992.20・21          | Takeshi Kajiwara                              | —                                          |
| 173   | かましたらんかい!!                                                  | Kamashitarankai!!                                        | —                                                 | 1992.18              | 1992.31              | Takeshi Kōno                                  | —                                          |
| 174   | 少年よラケットを抱け                                                | Shounen yo Racket o Dake                                 | —                                                 | 1992.23              | 1994.27              | Tetsuya Chiba                                 | —                                          |
| 175   | トウショウライオン                                                  | Tousho Lion                                              | —                                                 | 1992.24              | 1993.01・02          | Hitoshi Araki                                 | —                                          |
| 176   | パラレル・バスター                                                  | Parareru Basutā                                          | Parallel Buster                                   | 1992.26              | 1992.35・36          | Shōji Kinoshita                               | —                                          |
| 177   | 将太の寿司                                                          | Shouta no Sushi                                          | —                                                 | 1992.37              | 1997.16              | Daisuke Terasawa                              | —                                          |
| 178   | 金田一少年の事件簿                                                  | Kindaichi Shonen no Jikenbo                              | Les Enquêtes de Kindaichi                         | 1992.45              | 2017.46              | Fumiya Satō                                   | Yōzaburō Kanari                            |
| 178 c | んんん                                                              | zzzzz                                                    | 1993                                              | 1993.00              | 1993.00              | zzzzz                                         | zzzzz                                      |
| 179   | Jドリーム                                                           | J-Dream                                                  | —                                                 | 1993.03・04          | 1999.44              | Natsuko Heiuchi                               | —                                          |
| 180   | 事件列島ブル                                                        | Jiken Rettō Buru                                         | —                                                 | 1993.05              | 1993.20              | Michinori Okutani, Hideo Yokoyama             | —                                          |
| 181   | Hi5!                                                                | Hi5!                                                     | —                                                 | 1993.17              | 1994.24              | Naomasa Matsuda                               | —                                          |
| 182   | LET'S ぬぷぬぷっ                                                    | Let's Nupu Nupu                                          | —                                                 | 1993.19              | 1999.49              | Akira Mitsumori                               | —                                          |
| 183   | 空手アホ一代目 強く成り上がれ!                                      | Karate Aho Ichodaime Tsuyoku Nariagare!                  | —                                                 | 1993.21・22          | 1993.41              | Hirofumi Sawada                               | —                                          |
| 184   | マラソンマン                                                        | Marasonman                                               | —                                                 | 1993.26              | 1997.05・06          | Masaharu Inōe                                 | —                                          |
| 185   | だからキミにKiss!!                                                  | Dakara kimi ni Kiss!!                                    | —                                                 | 1993.33              | 1993.49              | Takayuki Hirasawa                             | —                                          |
| 186   | Dr.NOGUCHI 新解釈の野口英世物語                                     | Dr. Noguchi: Shinkaishaku No Noguchi Hideyo Monogatari   | —                                                 | 1993.50              | 1997.08              | Toshiyuki Mutsu                               | —                                          |
| 186 c | んんん                                                              | zzzzz                                                    | 1994                                              | 1994.00              | 1994.00              | zzzzz                                         | zzzzz                                      |
| 187   | 学校の怖い噂                                                        | Gakkō no Kowai Uwasa                                     | —                                                 | 1994.15              | 1995.03・04          | Miyuki Hita, Tadashi Agi                      | —                                          |
| 188   | A・Iが止まらない!                                                   | AI ga Tomaranai!                                         | AI non-stop!                                      | 1994.18              | 1994.40              | Ken Akamatsu                                  | —                                          |
| 189   | 人間だってアニモー                                                  | Ningen Datte Animō                                       | —                                                 | 1994.25              | 1994.35              | Hidetoshi Sakamoto                            | —                                          |
| 190   | MAYA 真夜中の少女                                                   | Maya                                                     | —                                                 | 1994.30              | 1996.11              | Yukihisa Motoshima                            | —                                          |
| 191   | ハーレム・ビート                                                    | Hāremu Bīto                                              | Harlem Beat                                       | 1994.34              | 2000.08              | Yuriko Nishiyama                              | —                                          |
| 192   | 秘石戦記ストーンバスター!                                           | Hiseki Senki Sutōn Basutā!                               | Hiseki Senki Stone Buster!                        | 1994.35              | 1995.16              | Hiroshi Uno                                   | —                                          |
| 193   | 新・コータローまかりとおる! 柔道編                                  | Shin Kotaro Makaritoru! Juudouhen                        | —                                                 | 1994.38              | 2001.07              | Tatsuya Hiruta                                | —                                          |
| 194   | 頭がビッグバン!!                                                    | Atama ga Bigguban!!                                      | Atama ga Big Bang!!                               | 1994.40              | 1995.29              | Fujio Saitō                                   | —                                          |
| 194 c | んんん                                                              | zzzzz                                                    | 1995                                              | 1995.00              | 1995.00              | zzzzz                                         | zzzzz                                      |
| 195   | 魂の剣                                                              | Tamashī no Ken                                           | —                                                 | 1995.01・02          | 1995.18              | Takashi Hamori                                | —                                          |
| 196   | へなちょこ大作戦Z                                                   | Henachoko Daisakusen Z                                   | —                                                 | 1995.14              | 2003.48              | Hideo Nishimoto                               | —                                          |
| 197   | イクミの秘密                                                        | Ikumi no Himitsu                                         | —                                                 | 1995.18              | 1996.03・04          | Tai Okada                                     | —                                          |
| 198   | シバいたれタカ!                                                     | Shibaitaretaka!                                          | —                                                 | 1995.20              | 1996.12              | Hirofumi Sawada                               | —                                          |
| 199   | FLIP!                                                               | FLIP!                                                    | —                                                 | 1995.26              | 1995.42              | Sachiko Imoto                                 | —                                          |
| 200   | やっぱり愛しているのに!                                             | Yappari Aishiteiru Noni!                                 | —                                                 | 1995.31              | 1995.40              | Aikyō Sakamotomaru                            | —                                          |
| 201   | 脳みそプルン!                                                       | Nō Miso Purun                                            | —                                                 | 1995.41              | 2002.38              | Kengo Kawaguchi                               | —                                          |
| 202   | 中華一番!                                                           | Chuka Ichiban!                                           | —                                                 | 1995.43              | 1996.24              | Etsushi Ogawa                                 | —                                          |
| 203   | 心霊調査室OFFICE麗                                                  | Office Rei                                               | —                                                 | 1995.45              | 1996.18              | Hideki Nonomura                               | Sanae Miyau                                |
| 203 c | んんん                                                              | zzzzz                                                    | 1996                                              | 1996.00              | 1996.00              | zzzzz                                         | zzzzz                                      |
| 204   | ベストイレブン                                                      | Besuto Irebun                                            | Best Eleven                                       | 1996.02              | 1996.25              | Makoto Izumi                                  | —                                          |
| 205   | バッドカンパニー                                                    | Baddo Kanpanī                                            | Bad Company (manga)                               | 1996.05              | 1996.33              | Tōru Fujisawa                                 | —                                          |
| 206   | 1000年の疾風                                                        | 1000-Nen no Hayate                                       | —                                                 | 1996.17              | 1996.32              | Mitsuo Kimura, Kisuke Manjōme                 | —                                          |
| 207   | サイコメトラーEIJI                                                  | Psychometrer Eiji                                        | Psychometrer Eiji                                 | 1996.18              | 2000.42              | Masashi Asaki                                 | Yuma Ando                                  |
| 208   | TENKAFUBU 信長                                                      | Tenkafubu Nobunaga                                       | —                                                 | 1996.23              | 1998.06              | Yuka Nagate                                   | —                                          |
| 209   | DESPERADO                                                           | DESPERADO                                                | —                                                 | 1996.26              | 1997.22・23          | Matsumoto Daiji                               | —                                          |
| 210   | Dreams                                                              | Dreams                                                   | —                                                 | 1996.36・37          | 2003.47              | Sanbanchi Kawa                                | Taro Nami                                  |
| 211   | 蒼き神話マルス                                                      | Aoki Shinwa Mars                                         | —                                                 | 1996.43              | 1999.24              | Yukihisa Motoshima                            | —                                          |
| 212   | ゲームクリエイター列伝                                              | Gēmu Kurieitā Retsuden                                   | Game Creator Retsuden                             | 1996.48              | 2000.53              | Takayuki Hirasawa                             | —                                          |
| 212 c | んんん                                                              | zzzzz                                                    | 1997                                              | 1997.00              | 1997.00              | zzzzz                                         | zzzzz                                      |
| 213   | 真・中華一番!                                                       | Shin Chūka Ichiban!                                      | —                                                 | 1997.01              | 1999.22・23          | Etsushi Ogawa                                 | —                                          |
| 214   | GTO                                                                 | GTO                                                      | GTO                                               | 1997.02              | 2002.09              | Tohru Fujisawa                                | —                                          |
| 215   | 上を向いて歩こう                                                    | Ue wo Muite Arukou                                       | —                                                 | 1997.17              | 1997.48              | Toshiyuki Mutsu                               | —                                          |
| 216   | 将太の寿司〜全国大会編〜                                            | Shōta no Sushi: Zenkokutaikai-hen                        | —                                                 | 1997.19              | 2000.34              | Daisuke Terasawa                              | —                                          |
| 217   | ガチンコッ!                                                         | Gachinko!                                                | —                                                 | 1997.25              | 1998.18              | Tetsuo Yamashita                              | —                                          |
| 218   | 哲也-雀聖と呼ばれた男                                               | Shoubushi Densetsu Tetsuya                               | The Legend of the Gambler: Tetsuya                | 1997.33              | 2005.02・03          | Yasushi Hoshino                               | Fūmei Sai                                  |
| 219   | Shake Down                                                          | Shake Down                                               | —                                                 | 1997.42              | 1998.07              | Iyo Haruyoshi                                 | —                                          |
| 220   | 人間凶器カツオ!                                                     | Ningen Kyouki Katsuo!                                    | Katsuo                                            | 1997.49              | 1999.34              | Takashi Hamori                                | —                                          |
| 220 c | んんん                                                              | zzzzz                                                    | 1998                                              | 1998.00              | 1998.00              | zzzzz                                         | zzzzz                                      |
| 221   | 永遠の詩                                                            | Eien no Uta                                              | —                                                 | 1998.06              | 1999.16              |                                               | Hiroto Saki                                |
| 222   | G-HARD                                                              | G-HARD                                                   | —                                                 | 1998.08              | 1999.28              | Jūzō Tokoro                                   | Sho Fumimura                               |
| 223   | MAX太田                                                             | Max Ōta                                                  | —                                                 | 1998.21              | 1998.33              | Kijima Satoshi                                | —                                          |
| 224   | POLICEMAN                                                           | POLICEMAN                                                | —                                                 | 1998.25              | 1999.46              | Masaharu Inōe                                 | —                                          |
| 225   | ラブひな                                                            | Love Hina                                                | Love Hina                                         | 1998.47              | 2001.48              | Ken Akamatsu                                  | —                                          |
| 225 c | んんん                                                              | zzzzz                                                    | 1999                                              | 1999.00              | 1999.00              | zzzzz                                         | zzzzz                                      |
| 226   | High Life                                                           | High Life                                                | —                                                 | 1999.08              | 1999.22・23          | Makoto Izumi                                  | —                                          |
| 227   | キムンカムイ                                                        | Kimun Kamui                                              | —                                                 | 1999.12              | 1999.51              | Yoshihiro Saegusa                             | —                                          |
| 228   | ゲットバッカーズ -奪還屋-                                           | Gettobakkāzu Dakkan'ya                                   | GetBackers                                        | 1999.17              | 2007.12              | Rando Ayamine                                 | Yūya Aoki                                  |
| 229   | サムライ ディーパー キョウ                                          | Samurai Dīpā Kyō                                         | Samurai Deeper Kyo                                | 1999.26              | 2006.23              | Akimine Kamijyo                               | —                                          |
| 230   | レイヴ                                                              | Reivu                                                    | Rave                                              | 1999.32              | 2005.35              | Hiro Mashima                                  | —                                          |
| 231   | 泣くようぐいす                                                      | Naku yo Uguisu                                           | —                                                 | 1999.35              | 2000.45              | Yasuaki Kita                                  | —                                          |
| 232   | 釣りに行こうぜ!!                                                    | Tsuri ni Ikou ze!!                                       | —                                                 | 1999.44              | 2000.21              | Kazumasa Mori                                 | —                                          |
| 233   | テルミ×テルミ×テルミ                                                | Telome Terumi Tell Me                                    | —                                                 | 1999.48              | 2000.19              | Tai Okada                                     | Hiroto Saki                                |
| 234   | スノードルフィン                                                    | Snow Dolphin                                             | —                                                 | 1999.50              | 2000.18              | Tomoyo Ohishi                                 | Jyoji Arimori                              |
| 234 c | んんん                                                              | zzzzz                                                    | 2000                                              | 2000.00              | 2000.00              | zzzzz                                         | zzzzz                                      |
| 235   | 弱肉強食メルヘン むしまろ!                                          | Jakuni Kukyō Shoku Meruhen Mushimaro!                    | —                                                 | 2000.01              | 2001.08              | Tetsuro Yanagisawa                            | —                                          |
| 236   | 龍馬へ                                                              | Ryouma e                                                 | —                                                 | 2000.07              | 2001.21・22          | Toshiyuki Mutsu                               | —                                          |
| 237   | 銀の鼓動                                                            | Gin no Kodou                                             | —                                                 | 2000.11              | 2000.26              | Akira Yanagiha                                | —                                          |
| 238   | 無頼伝 涯                                                           | Buraiden Gai                                             | —                                                 | 2000.16              | 2001.08              | Nobuyuki Fukumoto                             | —                                          |
| 239   | Boys Be... L CO-OP                                                  | Boys Be... L CO-OP                                       | —                                                 | 2000.17              | 2001.15              | Hiroyuki Tamakoshi                            | Masahiro Itabashi                          |
| 240   | 伊達グルーヴ                                                        | Date Groove                                              | —                                                 | 2000.20              | 2000.34              | Eijirō Shimada                                | —                                          |
| 241   | 空の昴                                                              | Sora no Subaru                                           | —                                                 | 2000.24              | 2003.44              | Yukihisa Motoshima                            | —                                          |
| 242   | 雷神〜RISING〜                                                      | Raijin - Rising                                          | —                                                 | 2000.27              | 2001.12              | Kazuo Mafune                                  | —                                          |
| 243   | ゴッドハンド輝                                                      | Goddo Hando Teru                                         | GodHand Teru                                      | 2000.33              | 2011.45              | Kazuki Yamamoto                               | —                                          |
| 244   | 魁!!クロマティ高校                                                  | Sakigake!! Cromartie High School                         | —                                                 | 2000.34              | 2006.24              | Eiji Nonaka                                   | —                                          |
| 245   | PEAK                                                                | Peak                                                     | —                                                 | 2000.35              | 2000.49              | Yuka Nagate, Hideo Yokoyama                   | —                                          |
| 246   | ポリ公マン                                                          | Pori-kou Man                                             | —                                                 | 2000.37・38          | 2001.28              | Atsushi Kase                                  | —                                          |
| 247   | 突撃め!第二少年工科学校                                             | Susume! Daini Shounen Kouka Gakkou                       | —                                                 | 2000.40              | 2001.24              | Jūzō Tokoro                                   | —                                          |
| 248   | Hot Shot                                                            | Hot Shot                                                 | —                                                 | 2000.46              | 2001.27              | Junji Oono                                    | —                                          |
| 249   | フィールド最速伝説IDATEN -韋駄天-                                   | Idaten                                                   | —                                                 | 2000.50              | 2001.14              | Tetsuo Yamashita                              | —                                          |
| 249 c | んんん                                                              | zzzzz                                                    | 2001                                              | 2001.00              | 2001.00              | zzzzz                                         | zzzzz                                      |
| 250   | クニミツの政                                                        | Kunimitsu no Matsuri                                     | —                                                 | 2001.03              | 2005.49              | Masashi Asaki                                 | Yuma Ando                                  |
| 251   | ドラゴン ボイス                                                     | Doragon Boisu                                            | Dragon Voice                                      | 2001.07              | 2003.08              | Yuriko Nishiyama                              | —                                          |
| 252   | ジパング宝王伝                                                      | Jipangu Hououden                                         | —                                                 | 2001.09              | 2001.24              | Etsushi Ogawa                                 | Kazutoshi Ozasa                            |
| 253   | Howling                                                             | Howling                                                  | —                                                 | 2001.14              | 2001.26              | Takeshi Hinata                                | —                                          |
| 254   | 劇団鯨ごろし                                                        | Gekidan Kujira-goroshi                                   | —                                                 | 2001.17              | 2001.30              | Hide Matsumoto                                | —                                          |
| 255   | 喰わせモン!                                                         | Kuwasemon!                                               | —                                                 | 2001.18              | 2001.51              | Daisuke Terasawa                              | —                                          |
| 256   | 霊長類最強伝説 ゴリ夫                                               | Gorio                                                    | —                                                 | 2001.20              | 2002.31              | Takashi Hamori                                | —                                          |
| 257   | コータローまかりとおる! L                                           | Kotaro Makaritoru! L                                     | —                                                 | 2001.24              | 2002.36・37          | Tatsuya Hiruta                                | —                                          |
| 258   | 探偵学園Q                                                           | Tantei Gakuen Q                                          | Détective Academie Q                              | 2001.25              | 2005.34              | Fumiya Satō                                   | Seimaru Amagi                              |
| 259   | ROAD〜輝ける道〜                                                    | Road: Kagayakeru Michi                                   | —                                                 | 2001.28              | 2002.01              | Natsuko Heiuchi                               | —                                          |
| 260   | Big Star 大吉                                                       | Big Star Daikichi                                        | —                                                 | 2001.31              | 2002.02・03          | Akira Tsubaki                                 | —                                          |
| 261   | 3.3.7ビョーシ!!                                                     | 3.3.7 Byooshi!!                                          | —                                                 | 2001.34              | 2003.28              | Mitsurō Kubo                                  | —                                          |
| 262   | わんるーむ                                                          | Wanru ̄ mu                                                | One Room                                          | 2001.40              | 2003.34              | Akira Mitsumori                               | —                                          |
| 262 c | んんん                                                              | zzzzz                                                    | 2002                                              | 2002.00              | 2002.00              | zzzzz                                         | zzzzz                                      |
| 263   | アソボット五九                                                      | Asobotto Senki Goku                                      | —                                                 | 2002.04・05          | 2002.44              | Romu Aoi                                      | Jyoji Arimori                              |
| 264   | 平成義民伝説 代表人                                                 | Daihyoubito                                              | —                                                 | 2002.11              | 2002.24              | Yasuaki Kita                                  | —                                          |
| 265   | JUMP MAN〜ふたりの大障害〜                                          | Jump Man                                                 | —                                                 | 2002.15              | 2002.33              | Masaharu Inōe                                 | —                                          |
| 266   | サッカーけるける団                                                  | Sakkā Keru Keru-dan                                      | Soccer Keru Keru Dan                              | 2002.17              | 2002.28              | Eijirō Shimada                                | —                                          |
| 267   | ジゴロ次五郎                                                        | Jigoro Jigorou                                           | —                                                 | 2002.22              | 2007.30              | Atsushi Kase                                  | —                                          |
| 268   | CROSS OVER                                                          | Cross Over                                               | —                                                 | 2002.25              | 2003.40              | Kōji Seo                                      | —                                          |
| 269   | 蹴犬伝説ゴーゴーゴロー!                                             | Keinu Densetsu Gōgōgorō!                                 | —                                                 | 2002.27              | 2002.48              | Taro Sada                                     | —                                          |
| 270   | 風の策士                                                            | Kaze no Sakushi                                          | —                                                 | 2002.29              | 2002.48              | Toshihiko Kobayashi                           | —                                          |
| 271   | ぱすてる                                                            | Pastel                                                   | Pastel                                            | 2002.32              | 2003.33              | Toshihiko Kobayashi                           | —                                          |
| 272   | ガチャガチャ                                                        | Gacha Gacha                                              | —                                                 | 2002.36・37          | 2003.29              | Hiroyuki Tamakoshi                            | —                                          |
| 273   | ROAD〜ふたつの太陽〜                                                | Natsuko Heiuchi                                          | —                                                 | 2002.42              | 2002.50              | Natsuko Heiuchi                               | —                                          |
| 274   | チャンバラ 一撃小僧隼十                                             | Chanbara                                                 | —                                                 | 2002.45              | 2003.12              | Yoshinobu Yamada                              | Yoshinobu Yamada                           |
| 275   | スクールランブル                                                    | School Rumble                                            | School Rumble                                     | 2002.47              | 2008.34              | Jin Kobayashi                                 | —                                          |
| 276   | エア・ギア                                                          | Air Gear                                                 | Air Gear                                          | 2002.49              | 2012.25              | Oh! Great                                     | —                                          |
| 277   | GOLDRASH!                                                           | Gold Rush!                                               | —                                                 | 2002.50              | 2003.15              | Tetsuo Yamashita                              | —                                          |
| 277 c | んんん                                                              | zzzzz                                                    | 2003                                              | 2003.00              | 2003.00              | zzzzz                                         | zzzzz                                      |
| 278   | シチサンメガネ                                                      | Shichisan Megane                                         | —                                                 | 2003.09              | 2003.27              | Omi Kaneyama                                  | —                                          |
| 279   | 魔法先生ネギま                                                      | Negima! Magister Negi Magi                               | Negima!                                           | 2003.13              | 2012.15              | Ken Akamatsu                                  | —                                          |
| 280   | WILD BASE BALLERS                                                   | Wild Baseballers                                         | —                                                 | 2003.17              | 2004.21              | Taro Sekiguchi                                | Tohru Fujisawa                             |
| 281   | 賭博師 梟                                                           | Tobaku-shi Fukurō                                        | —                                                 | 2003.21・22          | 2003.29              | Yasushi Hoshino                               | Fūmei Sai                                  |
| 282   | ツバサ-RESERVoir CHRoNiCLE-                                         | Tsubasa -Rezaboa Kuronikuru-                             | Tsubasa -RESERVoir CHRoNiCLE-                     | 2003.25              | 2009.45              | Clamp                                         | —                                          |
| 283   | 伝説の頭 翔                                                         | Densetsu no Head Shou                                    | —                                                 | 2003.34              | 2005.33              | Takashi Hamori                                | Takeshi Natsuhara                          |
| 284   | 女子大生家庭教師濱中アイ                                            | Joshidaisei Kateikyoushi Hamanaka Ai                     | —                                                 | 2003.40              | 2006.16              | Tozen Ujiie                                   | —                                          |
| 285   | おれはキャプテン                                                    | Ore wa Captain                                           | —                                                 | 2003.41              | 2005.01              | Jōkura Koji                                   | —                                          |
| 286   | たんぽ                                                              | Tanpo                                                    | —                                                 | 2003.43              | 2003.52              | Hiroaki Wakamiya                              | —                                          |
| 287   | 天才料理少年 味の助                                                 | Tensai Ryouri Shounen: Aji no Suke                       | —                                                 | 2003.47              | 2004.38              | Sōda Gō                                       | —                                          |
| 288   | フードハンター双雷伝                                                | Food Hunter Futaraiden                                   | —                                                 | 2003.52              | 2004.22・23          | Etsushi Ogawa                                 | Kazutoshi Ozasa                            |
| 288 c | んんん                                                              | zzzzz                                                    | 2004                                              | 2004.00              | 2004.00              | zzzzz                                         | zzzzz                                      |
| 289   | 奇跡の少年                                                          | Kiseki no Shounen                                        | Tokyo fin d'un monde                              | 2004.01              | 2004.41              | Junichi Nōjō                                  | —                                          |
| 290   | あひるの空                                                          | Ahiru no Sora                                            | Dream Team                                        | 2004.02・03          | —                    | Takeshi Hinata                                | —                                          |
| 291   | トッキュー!!                                                        | Tokkyuu!!                                                | —                                                 | 2004.06              | 2008.33              | Mitsurō Kubo                                  | Yoichi Komori                              |
| 292   | 餓狼伝BOY                                                           | Garouden BOY                                             | —                                                 | 2004.07              | 2004.32              | Keisuke Itagaki                               | Baku Yumemakura                            |
| 293   | 麺王フタツキ!                                                       | Menou Futatsuki!                                         | —                                                 | 2004.08              | 2004.27              | Shinji Saijyo                                 | —                                          |
| 294   | 涼風                                                                | Suzuka                                                   | Suzuka                                            | 2004.12              | 2007.42              | Kōji Seo                                      | —                                          |
| 295   | チェンジング・ナウ                                                  | Changing now                                             | —                                                 | 2004.22・23          | 2005.34              | Uma                                           | —                                          |
| 296   | STAY GOLD                                                           | Stay Gold                                                | —                                                 | 2004.24              | 2004.49              | Tsukasa Ooshima                               | —                                          |
| 297   | M.I.Q.                                                              | '                                                        | —                                                 | 2004.32              | 2005.09              | Shingo Asai                                   | —                                          |
| 298   | 覇王の剣                                                            | Haou no Ken                                              | —                                                 | 2004.40              | 2005.21・22          | Natsuko Heiuchi                               | —                                          |
| 299   | もう、しませんから。                                                | Mō, Shimasen Kara                                        | —                                                 | 2004.40              | 2012.23              | Hideo Nishimoto                               | —                                          |
| 290   | フルたま                                                            | Full Tama                                                | —                                                 | 2004.43              | 2005.06              | Nagao Takaoka                                 | —                                          |
| 291   | 神to戦国生徒会                                                      | Kami to Sengoku Seitokai                                 | —                                                 | 2004.51              | 2006.42              | Ryōsuke Takada                                | Satoru Akahori                             |
| 291 c | んんん                                                              | zzzzz                                                    | 2005                                              | 2005.00              | 2005.00              | zzzzz                                         | zzzzz                                      |
| 292   | トト! the wonderful adventure                                       | Toto! The Wonderful Adventure                            | —                                                 | 2005.02・03          | 2005.46              | Osada Yu-Ko                                   | —                                          |
| 293   | あにMR                                                              | Any MR                                                   | —                                                 | 2005.07              | 2005.38              | Taro Sada                                     | —                                          |
| 294   | KAGETORA                                                            | Kagetora                                                 | —                                                 | 2005.08              | 2005.11              | Akira Segami                                  | —                                          |
| 295   | スミレ16歳!!                                                        | Sumire 16 sai!!                                          | Sumire 16 years old!!                             | 2005.17              | 2005.43              | Takeru Nagayoshi                              | —                                          |
| 296   | ヴィンランド・サガ                                                  | Vinland Saga                                             | Vinland Saga                                      | 2005.20              | 2005.45              | Makoto Yukimura                               | —                                          |
| 297   | ROSE HIP ZERO                                                       | Rose Hip Zero                                            | Rose Hip Zero                                     | 2005.21              | 2006.15              | Tohru Fujisawa                                | —                                          |
| 298   | さよなら絶望先生                                                    | Sayonara, Zetsubou-Sensei                                | Sayonara Monsieur Désespoir                       | 2005.22・23          | 2012.28              | Koji Kumeta                                   | —                                          |
| 299   | オーバードライヴ                                                    | Ōbā Doraivu                                              | Over Drive                                        | 2005.24              | 2008.24              | Tsuyoshi Yasuda                               | —                                          |
| 300   | Full Spec                                                           | Full Spec                                                | —                                                 | 2005.28              | 2006.09              | Taro Sekiguchi                                | —                                          |
| 301   | ケンコー全裸系水泳部 ウミショー                                     | Kenko Zenrakei Suieibu Umisho                            | Kenko zenrakei suieibu umisho                     | 2005.33              | 2008.21・22          | Mitsuru Hattori                               | —                                          |
| 302   | コマコマ                                                            | Koma Koma                                                | —                                                 | 2005.36・37          | 2006.10              | Shōki Yonebayashi                             | —                                          |
| 303   | 090〜えこといっしょ〜                                               | 90-Eko to Issho.                                         | —                                                 | 2005.38              | 2006.50              | Maru Asakura                                  | —                                          |
| 304   | ぼくらの戦国白球伝                                                  | Bokura no Sengoku Hakkyuuden                             | —                                                 | 2005.46              | 2006.20              | Seiji Uozumi                                  | —                                          |
| 305   | ファッションリーダー今井正太郎                                      | Fashion Leader Imai Shoutarou                            | —                                                 | 2005.48              | 2006.30              | Yūta Nishiyama                                | —                                          |
| 306   | クラック!!                                                          | Crack!!                                                  | —                                                 | 2005.53              | 2006.15              | Keisuke Honna                                 | —                                          |
| 306 c | んんん                                                              | zzzzz                                                    | 2006                                              | 2006.00              | 2006.00              | zzzzz                                         | zzzzz                                      |
| 307   | 少年無宿シンクロウ                                                  | Shounen Mushuku Shinkurou                                | —                                                 | 2006.01              | 2007.01              | Yasushi Hoshino                               | Fūmei Sai                                  |
| 308   | 街刃-GAIJIN-                                                        | Gaijin                                                   | —                                                 | 2006.10              | 2006.49              | Satoaki Amatatsu                              | —                                          |
| 309   | 池袋ウエストゲートパーク 電子の星                                   | Ikebukuro West Gate Park - Denshi no hoshi               | Ikebukuro West Gate Park                          | 2006.14              | 2006.23              | Masashi Asaki                                 | —                                          |
| 310   | ロズ ヒップ ロズ                                                    | Rozu hippu rozu                                          | Rose Hip Rose                                     | 2006.18              | 2006.28              | Tohru Fujisawa                                | —                                          |
| 311   | エリアの騎士                                                        | Eria no Kishi                                            | Area no kishi                                     | 2006.21・22          | 2017.17              | Kaya Tsukiyama                                | Hiroaki Igano                              |
| 312   | スミレ♡16歳!!                                                       | Sumire 16-sai!!                                          | —                                                 | 2006.23              | 2006.49              | Takeru Nagayoshi                              | —                                          |
| 313   | ダイヤのA                                                           | Daiya no Ace                                             | Ace of Diamond                                    | 2006.24              | 2015.07              | Yūji Terajima                                 | —                                          |
| 314   | アイドルのあかほん                                                  | Idol no Akahon                                           | —                                                 | 2006.28              | 2006.48              | Tozen Ujiie                                   | —                                          |
| 315   | 格闘料理人ムサシ                                                    | Kakutou Ryourinin Musashi                                | —                                                 | 2006.29              | 2006.52              | Takashi Hamori                                | —                                          |
| 316   | スマッシュ!                                                         | Smash!                                                   | —                                                 | 2006.33              | 2010.20              | Kaori Saki                                    | —                                          |
| 317   | フェアリーテイル                                                    | Fearī Teiru                                              | Fairy Tail                                        | 2006.35              | 2017.34              | Hiro Mashima                                  | —                                          |
| 318   | 新約「巨人の星」花形                                                | Shinyaku "Kyojin no Hoshi" Hanagata                      | —                                                 | 2006.36・37          | 2011.04・05          | Yoshiyuki Murakami                            | Ikki Kajiwara, Noboru Kawasaki             |
| 319   | 未来町内会                                                          | Mirai Chonaikai                                          | —                                                 | 2006.38              | 2008.19              | Eiji Nonaka                                   | —                                          |
| 320   | 仮面ライダーをつくった男たち                                        | Kamen Rider wo Tsukutta Otokotachi                       | —                                                 | 2006.43              | 2007.08              | Kenichi Muraeda                               | —                                          |
| 321   | ヤンキー君とメガネちゃん                                            | Yankee-kun to Megane-chan                                | Drôles de racailles                               | 2006.46              | 2011.25              | Miki Yoshikawa                                | —                                          |
| 322   | ハンマーセッション!                                                 | Hanmā Sesshon!                                           | Hammer Session!                                   | 2006.50              | 2009.02・03          | Namoshiro Tanahashi                           | Hiroyuki Yatsu, Yamato Koganemaru          |
| 323   | マグロ一本釣り伝説 じょっぱれ瞬!                                    | Joppare Shun!                                            | —                                                 | 2006.52              | 2007.10              | Hiroshi Wakamatsu                             | Yoshiaki Sasaki                            |
| 323 c | んんん                                                              | zzzzz                                                    | 2007                                              | 2007.00              | 2007.00              | zzzzz                                         | zzzzz                                      |
| 324   | シバトラ                                                            | Tantei Gakuen Kyū                                        | Shibatora                                         | 2007.02・03          | 2009.46              | Masashi Asaki                                 | Yuma Ando                                  |
| 325   | 妖怪のお医者さん                                                    | Youkai no Oisha-san                                      | —                                                 | 2007.13              | 2008.35              | Yūki Satō                                     | —                                          |
| 326   | ブラッディ・マンデイ                                                | Buraddi Mandei                                           | Bloody Monday                                     | 2007.17              | 2009.20              | Tadashi Agi, Megumi Kōji                      | —                                          |
| 327   | キス☆クラ                                                           | Kiss & Cry!                                              | —                                                 | 2007.24              | 2007.40              | Akira Segami                                  | —                                          |
| 328   | しろがねの鴉                                                        | Shirogane no Karasu                                      | —                                                 | 2007.26              | 2007.51              | Akimine Kamijyo                               | —                                          |
| 329   | 彼女とキスする50の方法                                              | Kanojo to Kiss Suru 50 no Hōhō                           | —                                                 | 2007.37              | 2007.39              | Seiji Yamane, Yoshiki Kasai                   | —                                          |
| 330   | 賭博覇王伝 零                                                       | Tobaku Haōden Zero                                       | Gambling Emperor Legend Zero                      | 2007.40              | 2009.13              | Nobuyuki Fukumoto                             | —                                          |
| 331   | ベイビーステップ                                                    | Beibī Suteppu                                            | Baby Steps                                        | 2007.46              | 2017.48              | Hikaru Kachiki                                | —                                          |
| 331 c | んんん                                                              | zzzzz                                                    | 2008                                              | 2008.00              | 2008.00              | zzzzz                                         | zzzzz                                      |
| 332   | 鉄腕ブレイク                                                        | Tetsuwan Break                                           | —                                                 | 2008.06              | 2008.18              | Tomohiro Shinohara                            | —                                          |
| 333   | スタンドバイミー                                                    | Stand by Me                                              | —                                                 | 2008.15              | 2008.31              | Takahiro Oba                                  | —                                          |
| 334   | 発掘!マガジン野郎!!                                                 | Hakkutsu! Magazine Yarou!!                               | —                                                 | 2008.19              | 2009.01              | Yuki Okada                                    | —                                          |
| 335   | カグツチ                                                            | Kagutsuchi                                               | —                                                 | 2008.25              | 2008.45              |                                               | Akira Ishiguro, Masaya Hokazono            |
| 336   | 君のいる町                                                          | Kimi no Iru Machi                                        | A Town Where You Live                             | 2008.26              | 2014.11              | Kōji Seo                                      | —                                          |
| 337   | CØDE:BREAKER                                                        | CØDE:BREAKER                                             | Code: Breaker                                     | 2008.28              | 2013.33              | Akimine Kamijyo                               | —                                          |
| 338   | ゼロセン                                                            | Zerosen                                                  | —                                                 | 2008.34              | 2010.36・37          | Atsushi Kase                                  | —                                          |
| 339   | 生徒会役員共                                                        | Seitokai Yakuindomo                                      | —                                                 | 2008.34              | —                    | Tozen Ujiie                                   | —                                          |
| 340   | 純情カレンな俺達だ!                                                 | Junjou Karen na Oretachi da!                             | —                                                 | 2008.40              | 2009.13              | Yuriko Nishiyama                              | —                                          |
| 341   | 弑逆契約者ファウスツ                                                | Shigyaku Keiyakusha Fausts                               | —                                                 | 2008.46              | 2009.27              | Yasushi Hoshino                               | —                                          |
| 342   | エデンの檻                                                          | Eden no ori                                              | Cage of Eden                                      | 2008.52              | 2013.08              | Yoshinobu Yamada                              | —                                          |
| 342 c | んんん                                                              | zzzzz                                                    | 2009                                              | 2009.00              | 2009.00              | zzzzz                                         | zzzzz                                      |
| 343   | 暴走系吹奏楽列伝 ブラボー! Brass Boy                                | Brass Boy!                                               | —                                                 | 2009.14              | 2009.38              | Yumika Tsuru                                  | —                                          |
| 344   | マッシュGO!!                                                        | Mash Go!!                                                | —                                                 | 2009.15              | 2009.29              | Shōki Yonebayashi                             | Yoichi Komori                              |
| 345   | 第九征空騎兵師團                                                    | Daikusei Kuuki Heishidan                                 | —                                                 | 2009.20              | 2009.52              | Masato Fujisaki                               | —                                          |
| 346   | 我間乱〜GAMARAN〜                                                   | Gamaran                                                  | Gamaran                                           | 2009.24              | 2013.30              | Yōsuke Nakamaru                               | —                                          |
| 347   | GTO SHONAN 14 DAYS                                                  | GTO: Shonan 14 Days                                      | GTO: Shonan 14 Days                               | 2009.28              | 2011.42              | Tohru Fujisawa                                | —                                          |
| 348   | 波打際のむろみさん                                                  | Namiuchigiwa no Muromi-san                               | —                                                 | 2009.33              | 2014.26              | Keiji Najima                                  | —                                          |
| 349   | だぶるじぇい                                                        | Daburu Jei                                               | Double-J                                          | 2009.34              | 2011.48              | Maru Asakura                                  | —                                          |
| 350   | ティジクン!                                                         | Tiji-kun!                                                | —                                                 | 2009.36              | 2010.06              | Ken Oojiba                                    | Masahiko Yokoyama                          |
| 351   | 課長令嬢                                                            | Kachou Reijou                                            | —                                                 | 2009.37              | 2010.34              | Hironari Takachi                              | —                                          |
| 352   | GE〜グッドエンディング〜                                            | GE - Good Ending                                         | GE Good Ending                                    | 2009.38              | 2013.06              | Kei Sasuga                                    | —                                          |
| 353   | ブラッデイ・マンデイ Season2 - 絶望ノ匣                             | Buraddi Mandei Season2 ~Pandora no Hako~                 | Bloody Monday Season2 ~Pandora no Hako~           | 2009.46              | 2011.21              | Megumi Kōji                                   | Ryumon Ryo                                 |
| 354   | 市川マサ                                                            | A-BOUT!                                                  | —                                                 | 2009.52              | 2014.52              | Masa Ichikawa                                 | —                                          |
| 354 c | んんん                                                              | zzzzz                                                    | 2010                                              | 2010.00              | 2010.00              | zzzzz                                         | zzzzz                                      |
| 355   | BLACK OUT                                                           | BLACK OUT                                                | —                                                 | 2010.14              | 2010.47              | Masashi Asaki                                 | Ryū Kisaragi                               |
| 356   | 鬼若と牛若 Edge of the World                                        | Oniwaka to Ushiwaka Edge of the World                    | —                                                 | 2010.21              | 2010.27              | Rando Ayamine                                 | Yūya Aoki                                  |
| 357   | ハンマーセッション! In High School                                  | Hammer Session! In High School                           | —                                                 | 2010.26              | 2010.49              | Namoshiro Tanahashi                           | Yamato Koganemaru, Hiroyuki Yatsu          |
| 358   | AKB49〜恋愛禁止条例〜                                               | AKB49: Renai Kinshi Jourei                               | —                                                 | 2010.39              | 2016.08              | Reiji Miyajima                                | Motoazabu Factory                          |
| 359   | BUN BUN BEE                                                         | Bun Bun Bee                                              | —                                                 | 2010.46              | 2011.09              | Satoshi Enomoto                               | —                                          |
| 359 c | んんん                                                              | zzzzz                                                    | 2011                                              | 2011.00              | 2011.00              | zzzzz                                         | zzzzz                                      |
| 360   | 振り向くな君は                                                      | Furimuku na Kimi ha                                      | —                                                 | 2011.01              | 2011.33              | Tsuyoshi Yasuda                               | —                                          |
| 361   | この彼女はフィクションです                                          | Kono Kanojo wa Fiction desu.                             | My Girlfriend is a Fiction                        | 2011.11              | 2011.45              | Shizumu Watanabe                              | —                                          |
| 362   | ゼウスの種                                                          | Zeus no Tane                                             | —                                                 | 2011.12              | 2012.43              | Kōsuke Iijima                                 | —                                          |
| 363   | アゲイン!!                                                          | Agein!!                                                  | Again!!                                           | 2011.19              | 2014.19              | Mitsurō Kubo                                  | —                                          |
| 364   | ファイ・ブレイン 最期のパズル                                       | Phi Brain: Saigo no Puzzle                               | —                                                 | 2011.22・23          | 2011.46              | Haruki Ueno                                   | Hajime Yadate, Yuji Moritaka               |
| 365   | ばくだん!〜幕末男子〜                                               | Bakudan! - Bakumatsu Danshi                              | —                                                 | 2011.26              | 2012.44              | Atsushi Kas]                                  | —                                          |
| 365   | ブラッディ・マンデイ Final Season                                   | Buraddi Mandei Final Season                              | Bloody Monday Final Season                        | 2011.29              | 2012.17              | Kōji Megumi                                   | Agi Tadashi                                |
| 366   | 賭博覇王伝 零 ギャン鬼編                                            | Tobaku Hao-den Zero Gyanki-Hen                           | Gambling Emperor Legend Zero: Gambling Spirit Arc | 2011.33              | 2013.26              | Nobuyuki Fukumoto                             | —                                          |
| 367   | ドラゴンコレクション 竜を統べるもの                                 | Dragon Collection Ryuu o Suberu Mono                     | —                                                 | 2011.40              | 2012.42              | Kyōta Shibano                                 | Muneyuki Kaneshiro                         |
| 368   | 探偵犬シャードック                                                  | Tanteiken Sherdock                                       | Sherlock Bones                                    | 2011.47              | 2012.52              | Yūki Satō                                     | Yuma Ando                                  |
| 369   | STAR CHILDREN                                                       | STAR CHILDREN                                            | —                                                 | 2011.53              | 2012.16              | Masashi Kida                                  | —                                          |
| 369 c | んんん                                                              | zzzzz                                                    | 2012                                              | 2012.00              | 2012.00              | zzzzz                                         | zzzzz                                      |
| 370   | ハッピープロジェクト                                                | Happy Project                                            | —                                                 | 2012.04・05          | 2012.38              | Hirokazu Ochiai                               | —                                          |
| 371   | 山田君と7人の魔女                                                   | Yamada-kun to 7-nin no Majo                              | Yamada-kun and the Seven Witches                  | 2012.12              | 2017.12              | Miki Yoshikawa                                | —                                          |
| 372   | Dr.デュオ                                                           | Dr. Duo                                                  | —                                                 | 2012.21・22          | 2013.11              | Yūsuke Ōsawa                                  | Shigeru Kinshita                           |
| 373   | ちょっと盛りました。                                                | Chotto Morimashita.                                      | —                                                 | 2012.28              | 2014.29              | Hideo Nishimoto                               | —                                          |
| 374   | GT-R                                                                | GT-R                                                     | —                                                 | 2012.30              | 2012.44              | Tohru Fujisawa                                | —                                          |
| 375   | 我妻さんは俺のヨメ                                                  | Wagatsuma-san ha ore no Yome                             | My Wife is Wagatsuma-san                          | 2012.42              | 2014.43              | Keishi Nishikida                              | Yū Kuraishi                                |
| 376   | 七つの大罪                                                          | Nanatsu no taizai                                        | Seven Deadly Sins                                 | 2012.45              | 2020.17              | Nakaba Suzuki                                 | —                                          |
| 377   | 男魂ロック                                                          | Otokodama Rock                                           | —                                                 | 2012.46              | 2012.17              | Satoshi Enomoto                               | —                                          |
| 378   | ラクゴモン。                                                        | Rakugomon                                                | —                                                 | 2012.49              | 2012.12              | Yoshiyuki Murakami                            | —                                          |
| 379   | アホガール                                                          | Aho Gāru                                                 | Aho Girl                                          | 2012.52              | 2015.12              | Hiroyuki                                      | —                                          |
| 379 c | んんん                                                              | zzzzz                                                    | 2013                                              | 2013.00              | 2013.00              | zzzzz                                         | zzzzz                                      |
| 380   | 神さまの言うとおり弐                                                | Kami-sama no Iu Tōri II                                  | Jeux d'enfants 2                                  | 2013.07              | 2017.04・05          | Akeji Fujimura                                | Muneyuki Kaneshiro                         |
| 381   | マックミラン高校女子硬式野球部                                      | Makku Miran kōkō joshi kyōshiki yakyūbu                  | —                                                 | 2013.09              | 2013.33              | Tatsurō Suga                                  | —                                          |
| 382   | 今日の女バレ                                                        | Kyō no Onna Bare                                         | —                                                 | 2013.09              | 2013.32              | Kai Kobayashi                                 | —                                          |
| 383   | タカラの膳                                                          | Takara no zen                                            | —                                                 | 2013.13              | 2013.35              | Kazuki Yamamoto                               | Kanji Sorasaki                             |
| 384   | ACMA: GAME                                                          | Acma: Game                                               | —                                                 | 2013.19              | 2017.14              | Kōji Megumi                                   | Mebu                                       |
| 385   | DAYS                                                                | Days                                                     | —                                                 | 2013.21・22          | 2021.08              | Tsuyoshi Yasuda                               | —                                          |
| 386   | 反逆の影使い                                                        | Hangyaku no kagetsukai                                   | —                                                 | 2013.25              | 2013.39              | Shin Kanzaki                                  | —                                          |
| 387   | LASTMAN -ラストマン-                                                | Last Man                                                 | —                                                 | 2013.27              | 2013.49              | Yūji Ninomiya                                 | —                                          |
| 388   | 聲の形                                                              | Koe no katachi                                           | A Silent Voice                                    | 2013.36・37          | 2014.51              | Yoshitoki Ōima                                | —                                          |
| 389   | ユーキュー ホルダー ＵＱ ＨＯＬＤＥＲ！                             | Yūkyū Horudā                                             | UQ Holder!: Magister Negi Magi! 2                 | 2013.39              | 2016.30              | Ken Akamatsu                                  | —                                          |
| 390   | Charon                                                              | Charon                                                   | —                                                 | 2013.42              | 2014.04・05          | Yoshinobu Yamada                              | —                                          |
| 391   | Hello !!                                                            | Hello !!                                                 | —                                                 | 2013.45              | 2014.08              | Daisuke Miyata                                | —                                          |
| 392   | せっかち伯爵と時間どろぼう                                          | Sekkachi hakushaku to jikan dorobō                       | —                                                 | 2013.49              | 2015.06              | Koji Kumeta                                   | —                                          |
| 392 c | んんん                                                              | zzzzz                                                    | 2014                                              | 2014.00              | 2014.00              | zzzzz                                         | zzzzz                                      |
| 393   | それでも僕は君が好き                                                | Soredemo boku wa kimi ga suki                            | —                                                 | 2014.03              | 2014.27              | Nao Emoto                                     | Itin Sū                                    |
| 394   | 君を回したい。                                                      | Kimi o Mawashitai.                                       | —                                                 | 2014.09              | 2014.17              | Tarako Umeyama                                | —                                          |
| 395   | 風夏                                                                | Fūka                                                     | Fûka                                              | 2014.11              | 2018.18              | Kōji Seo                                      | —                                          |
| 396   | 青春少年マガジン -紙の翼-                                           | Seishun Shônen Magazine                                  | —                                                 | 2014.12              | 2014.21・22          | Natsuko Heiuchi                               | —                                          |
| 397   | プロフェッショナル編集者の流儀                                      | Profesional Henshûsha no Yûgi                            | —                                                 | 2014.12              | 2014.21・22          | Yuki Okada                                    | —                                          |
| 398   | 新海綴の読解録                                                      | Shinkai Tsuzuri no Dokkairoku                            | —                                                 | 2014.14              | 2014.26              | Kaoru Hakkai                                  | —                                          |
| 399   | ドメスティックな彼女                                                | Domestic na kanojo                                       | Love X Dilemma                                    | 2014.21・22          | 2020.28              | Kei Sasuga                                    | —                                          |
| 400   | コーポ失楽園                                                        | Corp Shitsurakuen                                        | —                                                 | 2014.30              | 2014.43              | Masukani Igarashi                             | —                                          |
| 401   | ルポ魂!                                                             | Rupodama!                                                | —                                                 | 2014.32              | 2016.20              | Shinpei Funazu                                | Yuki Okada                                 |
| 402   | 鉄の王                                                              | Tetsu no Ou                                              | —                                                 | 2014.36・37          | 2015.09              | Takashi Sano                                  | —                                          |
| 403   | こもりちゃんはヤる気を出せ                                          | Komori-chan ha Yaruki wo Dase                            | —                                                 | 2014.41              | 2015.44              | Tohiro Konno                                  | —                                          |
| 404   | 阿部のいる町                                                        | Abe no Iru Machi                                         | —                                                 | 2014.44              | 2015.15              | Natsumi Inoue                                 | Masanori Miyajima                          |
| 405   | 煉獄のカルマ                                                        | Rengoku no Karma                                         | —                                                 | 2014.47              | 2015.35              | Negi Haruba                                   | Shun Hirose                                |
| 405 c | んんん                                                              | zzzzz                                                    | 2015                                              | 2015.00              | 2015.00              | zzzzz                                         | zzzzz                                      |
| 406   | リアルアカウント                                                    | Real Account                                             | —                                                 | 2015.4・5            | 2018.29              | Shizumu Watanabe                              | Okushū                                     |
| 407   | 天空侵犯                                                            | Tenkū Shinpan                                            | —                                                 | 2015.09              | 2015.18              | Takahiro Oba                                  | Tsuina Miura                               |
| 408   | 増すコミ                                                            | Masukomi                                                 | —                                                 | 2015.16              | 2016.01              | Keiji Najima                                  | —                                          |
| 409   | ピンキュー★★★                                                       | Pinkyu★★★                                                | —                                                 | 2015.19              | 2015.32              | Sakuma Chikara                                | —                                          |
| 410   | 徒然チルドレン                                                      | Tsurezure Chirudoren                                     | Tsurezure Children                                | 2015.20              | 2018.32              | Toshiya Wakabayashi                           | —                                          |
| 411   | 凸凹アニメーション                                                  | Dekoboko Animation                                       | —                                                 | 2015.27              | 2015.40              | Masakuni Igarashi                             | Masanori Miyajima                          |
| 412   | 第伍特捜                                                            | Daigo Tokusū                                             | —                                                 | 2015.33              | 2015.47              | Enji Tetsuta                                  | —                                          |
| 413   | デザートイーグル                                                    | Desert Eagle                                             | —                                                 | 2015.36・37          | 2016.25              | Ken Wakui                                     | —                                          |
| 414   | ダイヤのA act II                                                    | Daiya no A Act II                                        | Ace of Diamond Act II                             | 2015.38              | —                    | Yuji Terajima                                 | —                                          |
| 415   | ツースリー                                                          | Tsū Surī                                                 | Two Three                                         | 2015.40              | 2015.52              | Kyū Takahata                                  | —                                          |
| 416   | 炎炎ノ消防隊                                                        | Enen no Shūbūtai                                         | Fire Force                                        | 2015.43              | 2022.13              | Atsushi Ōkubo                                 | —                                          |
| 416 c | んんん                                                              | zzzzz                                                    | 2016                                              | 2016.00              | 2016.00              | zzzzz                                         | zzzzz                                      |
| 417   | インフェクション                                                    | Infection                                                | —                                                 | 2016.01              | 2016.36              | Tōru Oikawa                                   | —                                          |
| 418   | 無敵の人                                                            | Muteki no Hito                                           | —                                                 | 2016.04・05          | 2016.28              | Shinobu Kaitani                               | —                                          |
| 419   | てのひらの熱を                                                      | Tenohira no Netsu wo                                     | —                                                 | 2016.10              | 2016.24              | Eiichi Kitano                                 | —                                          |
| 420   | 星野、目をつぶって。                                                | Hoshino, Me wo Tsubutte                                  | —                                                 | 2016.19              | 2018.32              | Kohei Nagashii                                | —                                          |
| 421   | Vector Ball                                                         | Vector Ball                                              | —                                                 | 2016.22・23          | 2017.16              | Makoto Raiku                                  | —                                          |
| 422   | Dr.プリズナー                                                       | Dr. Purizunā                                             | Dr. Prisoner                                      | 2016.27              | 2017.07              | Atsuo Ueda                                    | Komatsu Ishikawa                           |
| 423   | この剣が月を斬る                                                    | Kono Ken ga Tsuki wo Kiru                                | —                                                 | 2016.31              | 2016.49              | Matsuoka Yoshinori                            | —                                          |
| 424   | 恋する水族マン                                                      | Koisuru Suizoku-man                                      | —                                                 | 2016.34              | 2016.53              | Yū Abiko                                      | —                                          |
| 425   | もののて～江戸忍稼業～                                              | Mononote: Edo Shinobi Kagyou                             | —                                                 | 2016.37・38          | 2017.02・03          | Reiji Miyajim]                                | —                                          |
| 426   | フルバック                                                          | Fullback                                                 | —                                                 | 2016.42              | 2017.01              | Matsuoka Yoshinori                            | —                                          |
| 427   | 川柳少女                                                            | Senryū shōjo                                             | —                                                 | 2016.47              | 2020.21              | Masakuni Igarashi                             | —                                          |
| 428   | 不滅のあなたへ                                                      | Fumetsu no anata e                                       | To Your Eternity                                  | 2016.50              | —                    | Yoshitoki Ōima                                | —                                          |
| 428 c | んんん                                                              | zzzzz                                                    | 2017                                              | 2017.00              | 2017.00              | zzzzz                                         | zzzzz                                      |
| 429   | 8月アウトロー                                                       | 8-gatsu Outlaw                                           | —                                                 | 2017.02・03          | 2017.35              | Daisuke Miyata                                | —                                          |
| 430   | 6センチの絆                                                         | 6-senchii no Kizuna                                      | 6 cm no Kizuna                                    | 2017.04・05          | 2017.18              | Makoto Nakashima                              | Shirou Adachi                              |
| 431   | ランカーズ・ハイ                                                    | Rankāzu Hai                                              | Ranker's High                                     | 2017.10              | 2017.29              | Ryō Nakajima                                  | —                                          |
| 432   | 東京卍リベンジャーズ                                                | Tōkyō Ribenjāzu                                          | Tokyo Revengers                                   | 2017.13              | 2022.51              | Ken Wakui                                     | —                                          |
| 433   | High & Low: G-Sword                                                 | High & Low: G-Sword                                      | —                                                 | 2017.16              | 2017.36・37          | Clamp                                         | —                                          |
| 434   | 楽々神話                                                            | Rakuraku Shinwa                                          | —                                                 | 2017.18              | 2017.35              | Tarō Tsubaki                                  | —                                          |
| 435   | おはようサバイブ                                                    | Ohayō Sabaibu                                            | Ohayou Survive                                    | 2017.20              | 2017.36・37          | Takeru Maehara                                | —                                          |
| 436   | 杖ペチ魔法使い♀の冒険の書                                           | Tsue Pechi Mahoutsukai♀no Bouken no Sho                  | —                                                 | 2017.24              | 2018.06              | Awabako                                       | —                                          |
| 437   | ランウェイで笑って                                                  | Ran'u~ei de Waratte                                      | Shine                                             | 2017.26              | 2021.33              | Kotoba Inoya                                  | —                                          |
| 438   | ワールドエンドクルセイダーズ                                        | Wārudo Endo Kuruseidāzu                                  | World End Crusaders                               | 2017.28              | 2018.01              | Ryousuke Fuji                                 | —                                          |
| 439   | 彼女、お借りします                                                  | Kanojo, Okarishimasu                                     | Rent-A-Girlfriend                                 | 2017.32              | —                    | Reiji Miyajima                                | —                                          |
| 440   | 血戦の九遠                                                          | Kessen no Kuon                                           | —                                                 | 2017.35              | 2018.02・03          | Yoshinori Matsuoka                            | —                                          |
| 441   | 五等分の花嫁                                                        | Go-Tōbun no Hanayome                                     | The Quintessential Quintuplets                    | 2017.36・37          | 2020.12              | Negi Haruba                                   | —                                          |
| 442   | 青春相関図                                                          | Seishun Soukanzu                                         | —                                                 | 2017.40              | 2018.14              | Kouta Sannomiya                               | Shun Hirose                                |
| 443   | 寄宿学校のジュリエット                                              | Kishuku Gakkō no Jurietto                                | Romio vs Juliet                                   | 2017.43              | 2019.40              | Yōsuke Kaneda                                 | —                                          |
| 444   | 8畳カーニバル                                                       | 8-jou no Carnival                                        | —                                                 | 2017.50              | 2018.24              | Kumichi Yoshizuki                             | —                                          |
| 444 c | んんん                                                              | zzzzz                                                    | 2018                                              | 2018.00              | 2018.00              | zzzzz                                         | zzzzz                                      |
| 445   | (先生、好きです。                                                   | Sensei, Suki desu.                                       | —                                                 | 2018.04・05          | 2018.28              | Kōji Miura                                    | —                                          |
| 446   | 化物語                                                              | Bakemonogatari                                           | Bakemonogatari                                    | 2018.15              | 2023.15              | Oh! great                                     | Nisio Isin                                 |
| 447   | キスアンドクライ                                                    | Kisu ando Kurai                                          | Kiss and Cry                                      | 2018.18              | 2018.33              | Nozomi Higasa                                 | —                                          |
| 448   | 男子高校生を養いたいお姉さんの話                                    | Danshi Kōkōsei o Yashinaitai Onē-san no Hanashi          | —                                                 | 2018.19              | 2022.18              | Hideki                                        | —                                          |
| 449   | This Man その顔を見た者には死を                                     | This Man: Sono Kao wo Mita Mono ni wa Shi wo             | —                                                 | 2018.20・21          | 2018.48              | Kōji Megumi                                   | Sora Karin                                 |
| 450   | オリエント                                                          | Oriento                                                  | Orient - Samurai Quest                            | 2018.26              | 2021.6               | Shinobu Ohtaka                                | —                                          |
| 451   | ヒットマン                                                          | Hittoman                                                 | Hitman : Les Coulisses du manga                   | 2018.29              | 2021.12              | Kōji Seo                                      | —                                          |
| 452   | エデンズ ゼロ                                                       | Edenzu Zero                                              | Edens Zero                                        | 2018.30              | —                    | Hiro Mashima                                  | —                                          |
| 453   | 夜になると僕は                                                      | Yoru ni Naru to Boku wa                                  | —                                                 | 2018.31              | 2019.15              | Yū Masako                                     | —                                          |
| 454   | ブルーロック                                                        | Burū Rokku                                               | Blue Lock                                         | 2018.35              | —                    | Yūsuke Nomura                                 | Mineyuki Kaneshiro                         |
| 455   | ギャンブラーズパレード                                              | Gamblers Parade                                          | —                                                 | 2018.45              | 2019.30              | Atsushi Nakayama                              | Kazutaka Kodaka                            |
| 456   | シチハゴジュウロク                                                  | Shichiha Gojūroku                                        | —                                                 | 2018.48              | 2019.31              | Mitomo Sasako                                 | Tetsutaka Kudo                             |
| 456 c | んんん                                                              | zzzzz                                                    | 2019                                              | 2019.00              | 2019.00              | zzzzz                                         | zzzzz                                      |
| 457   | それでも歩は寄せてくる                                              | Soredemo Ayumu wa Yosetekuru                             | À quoi tu joues, Ayumu ?!                         | 2019.14              | —                    | Sōichirō Yamamoto                             | —                                          |
| 458   | 死なないで! 明日川さん                                              | Shinanaide! Asukawa-san                                  | —                                                 | 2019.19              | 2019.46              | Kyu Takahata                                  | —                                          |
| 459   | 線は、僕を描く                                                      | Sen wa, Boku wo Egaku                                    | —                                                 | 2019.29              | 2020.11              | Horiuchi Atsunori                             | Hiromasa Togami                            |
| 460   | 巨竜戦記                                                            | Kyoryuu Senki                                            | —                                                 | 2019.35              | 2020.08              | Shingo Honda                                  | —                                          |
| 461   | ネクロマンス                                                        | Necromance                                               | —                                                 | 2019.39              | 2020.16              | Domoto Yuki                                   | —                                          |
| 461 c | んんん                                                              | zzzzz                                                    | 2020                                              | 2020.00              | 2020.00              | zzzzz                                         | zzzzz                                      |
| 462   | 死神サイ殺ゲーム                                                    | Shinigami Sai koro Game                                  | Reaper's Dice Game                                | 2020.01              | 2020.30              | Ōmae Takafumi                                 | Monma Tsukasa                              |
| 463   | なれの果ての僕ら                                                    | Nare no Hate no Bokura                                   | —                                                 | 2020.07              | 2020.48              | Utsumi Yae                                    | —                                          |
| 464   | カッコウの許嫁                                                      | Kakkō no Iinazuke                                        | A Couple of Cuckoos                               | 2020.09              | —                    | Miki Yoshikawa                                | —                                          |
| 465   | ゼベック                                                            | Zebekku                                                  | Xevec                                             | 2020.11              | 2020.34              | Shimouchi Ryouta                              | —                                          |
| 466   | カノジョも彼女                                                      | Kanojo mo Kanojo                                         | Girlfriend, Girlfriend                            | 2020.14              | —                    | Hiroyuki                                      | —                                          |
| 467   | トーキョーバベル                                                    | Tokyo Babel                                              | —                                                 | 2020.22・23          | 2020.49              | Ran Kuze                                      | Karin Sora                                 |
| 468   | 世が夜なら！                                                        | Yo ga Yonara!                                            | —                                                 | 2020.30              | 2020.33              | Muchi Maro                                    | —                                          |
| 469   | シャングリラ・フロンティア ～クソゲーハンター、神ゲーに挑まんとす～ | Shangri-La Frontier Kusogehanta, Kami ge ne Idoman to su | Shangri-La Frontier                               | 2020.33              | —                    | Ryōsuke Fuji                                  | —                                          |
| 470   | 魔女に捧げるトリック                                                | Majō ni Sasageru Trick                                   | —                                                 | 2020.39              | 2021.19              | Shizumu Watanabe                              | —                                          |
| 471   | 獣の六番                                                            | Kemono no Roku-ban                                       | Beast No. 6                                       | 2020.41              | 2021.13              | Kohei Nagashii                                | —                                          |
| 472   | メイドの岸さん                                                      | Maid no Kishi-san                                        | —                                                 | 2020.44              | 2020.46              | Kashiwagi Kano                                | —                                          |
| 473   | カンギバンカ                                                        | Kangibanka                                               | —                                                 | 2020.50              | 2021.33              | Megumi Kōji                                   | Imamura Shōgo                              |
| 473 c | んんん                                                              | zzzzz                                                    | 2021                                              | 2021.00              | 2021.00              | zzzzz                                         | zzzzz                                      |
| 474   | 恋か魔法かわからない!                                               | Koi ka Mahō ka Wakaranai!                                | —                                                 | 2021.02・03          | 2021.35              | Attsun                                        | —                                          |
| 475   | テスラノート                                                        | Tesla Note                                               | —                                                 | 2021.06              | 2021.32              | Nishida Masafumi, Sannomiya Kouta             | Tadayoshi Kubo                             |
| 476   | 黙示録の四騎士                                                      | Mokushiroku no Yon-kishi                                 | Four Knights of the Apocalypse                    | 2021.09              | —                    | Nakaba Suzuki                                 | —                                          |
| 477   | 戦隊大失格                                                          | Sentai Daishikkaku                                       | No Longer Rangers                                 | 2021.10              | —                    | Negi Haruba                                   | —                                          |
| 478   | 女神のカフェテラス                                                  | Megami no Cafe Terrace                                   | —                                                 | 2021.12              | —                    | Kōji Seo                                      | —                                          |
| 479   | 賢者が仲間になった！                                                | Kenja ga Nakama ni Natta                                 | —                                                 | 2021.17              | 2022.08              | AZU                                           | —                                          |
| 480   | 甘神さんちの縁結び                                                  | Amagami-san Chi No Enmusubi                              | How I Married an Amagami Sister                   | 2021.21              | —                    | Marcey Naito                                  | —                                          |
| 481   | 英戦のラブロック                                                    | Eisen no Lovelock                                        | —                                                 | 2021.24              | 2022.07              | Tatsuya Shihira                               | —                                          |
| 482   | 黒岩メダカに私の可愛いが通じない                                    | Kuroiwa Medaka ni Watashi no Kawaii ga Tsūjinai          | —                                                 | 2021.26              | —                    | Ran Kuze                                      | —                                          |
| 483   | iコンタクト                                                         | I Contact                                                | —                                                 | 2021.39              | 2022.21              | Hiroaki Iganno, Kaya Tsukiyama                | —                                          |
| 484   | えるのわ!〜恋愛弱者とペケ天使〜                                     | Erunowa! Renai Jakusha to Peke Tenshi                    | —                                                 | 2021.43              | 2022.24              | Kō Suzumoto                                   | —                                          |
| 485   | 青のミブロ                                                          | Ao no Miburo                                             | —                                                 | 2021.46              | —                    | Tsuyoshi Yasuda                               | —                                          |
| 485 c | んんん                                                              | zzzzz                                                    | 2022                                              | 2022.00              | 2022.00              | zzzzz                                         | zzzzz                                      |
| 486   | SECOND BREAK!!                                                      | Second Break!!                                           | —                                                 | 2022.1               | 2022.34              | Tomohiro Inaki                                | —                                          |
| 487   | ガチアクタ                                                          | Gachiakuta                                               | Gachiakuta                                        | 2022.12              | —                    | Kei Urana                                     | —                                          |
| 488   | きみが女神ならいいのに                                              | Kimi ga Megami nara Ii no ni                             | —                                                 | 2022.21              | 2022.49              | Kano Kashiwagi                                | —                                          |
| 489   | 生徒会にも穴はある!                                                 | Seitokai ni mo Ana wa Aru!                               | —                                                 | 2022.22•23           | —                    | Muchimaro                                     | —                                          |
| 490   | カナン様はあくまでチョロい                                          | Kanan-sama wa Akuma de Choroi                            | —                                                 | 2022.27              | —                    | nonco                                         | —                                          |
| 491   | 無二の一撃                                                          | Muni no Ichigeki                                         | —                                                 | 2022.31              | 2023.6               | Kōtarō Naitō                                  | —                                          |
| 492   | 日向さん、星野です。                                                | Hinata-san, Hoshino desu.                                | —                                                 | 2022.36・37          | —                    | Uoyama                                        | —                                          |
| 493   | 赤羽骨子のボディガード                                              | Akabane Honeko no Bodyguard                              | —                                                 | 2022.43              | —                    | Masamitsu Nihatsu                             | —                                          |
| 494   | アトワイトゲーム                                                    | Atwight Game                                             | —                                                 | 2022.44              | 2023.19              | Naoshi Arakawa                                | —                                          |
| 495   | きらぼしお嬢様の求婚                                                | Kiraboshi Ojō-sama no Kyūkon                             | —                                                 | 2022.50              | —                    | Hideki                                        | —                                          |
| 496   | よわよわ先生                                                        | Yowayowa-sensei                                          | —                                                 | 2022.51              | —                    | Kamio Fukuchi                                 | —                                          |
| 497   | 北沢くんはAクラス                                                   | Kitazawa-kun wa A-Class                                  | —                                                 | 2022.52              | —                    | Tanuki Yumeno                                 | Tsukasa Monma                              |
| 498   | デッドアカウント                                                    | '                                                        | Dead Account                                      | 2022.53              | —                    | Shizumu Watanabe                              | —                                          |